# Hambruna en la Franja de Gaza
La guerra de Gaza que dio comienzo el 7 de octubre de 2023 ha causado una crisis alimentaria catastrófica con un riesgo creciente de hambruna en la Franja de Gaza. La crisis se deriva de los ataques aéreos israelíes, que han destruido la infraestructura de la industria alimentaria gazatí, incluidas panaderías y molinos harineros, así como de una escasez generalizada de suministros esenciales debida en gran medida al bloqueo israelí de la entrada de productos a esta región palestina. Ambos factores dejaron a mediados de 2024 a 1,1 millones de habitantes de la Franja de Gaza en la fase más extrema de inseguridad alimentaria, denominada por la FAO como fase de hambruna o catástrofe humanitaria, incluidos unos 50 000 niños con desnutrición severa en el norte de la Franja. El 25 de julio de 2025, uno de cada tres gazatíes llevaba ya varios días sin comer nada. Según datos de la ONU, el número de calorías diarias que consumieron los gazatíes en el mes de mayo de 2025 era netamente inferior al que recibieron las víctimas del campo de exterminio nazi de Auschwitz entre 1940 y 1945. El jefe del Programa Mundial de Alimentos ha declarado que es la peor hambruna que ha experimentado el mundo en varias décadas y la comparó con las hambrunas de Etiopía y Biafra. El 29 de mayo de 2025, la ONU declaró que la Franja era «el lugar más hambriento del planeta».
En marzo de 2024, la totalidad de la población de la Franja de Gaza se encontraba en la Fase 3 de la Clasificación Integrada de las Fases de la Seguridad Alimentaria (CIF), denominada crisis alimentaria y de subsistencia; el 40% de la población estaba en la Fase 4, o de emergencia humanitaria, y el 30 % se hallaba en la Fase 5 o hambruna. Según el CIF, el riesgo de hambruna aumentaba cada día. La situación en la Franja de Gaza cumplía una de las tres condiciones para ser calificada como hambruna por el CIF, y se preveía que los otros dos umbrales se cumplirían en mayo de 2024. De hecho, en palabras de este organismo de la ONU, «los niveles catastróficos de hambre en Gaza son los más altos jamás registrados en la escala IPC, tanto en términos de número de personas como de porcentaje de la población. Nunca antes habíamos visto un deterioro tan rápido hasta llegar a una hambruna generalizada».  Durante el alto el fuego de enero de 2025, la ONU calculó que unos 60.000 niños necesitaban urgentemente tratamiento contra la desnutrición severa. La situación se agravó durante marzo y abril de 2025, cuando el ejército israelí puso en práctica un bloqueo total de la entrada de alimentos en la Franja justo después de romper unilateralmente la tregua con las milicias palestinas. Para mayo de 2025, hasta las autoridades israelíes admitían en privado que la totalidad de la Franja se enfrentaba a una hambruna inminente. En julio de 2025 comenzaron a multiplicarse las muertes por la hambruna, con más de cincuenta fallecimientos tan solo durante la última semana del mes. Hasta el 16 de agosto, se habían registrado 251 muertos por la hambruna, de los que 108 eran niños.

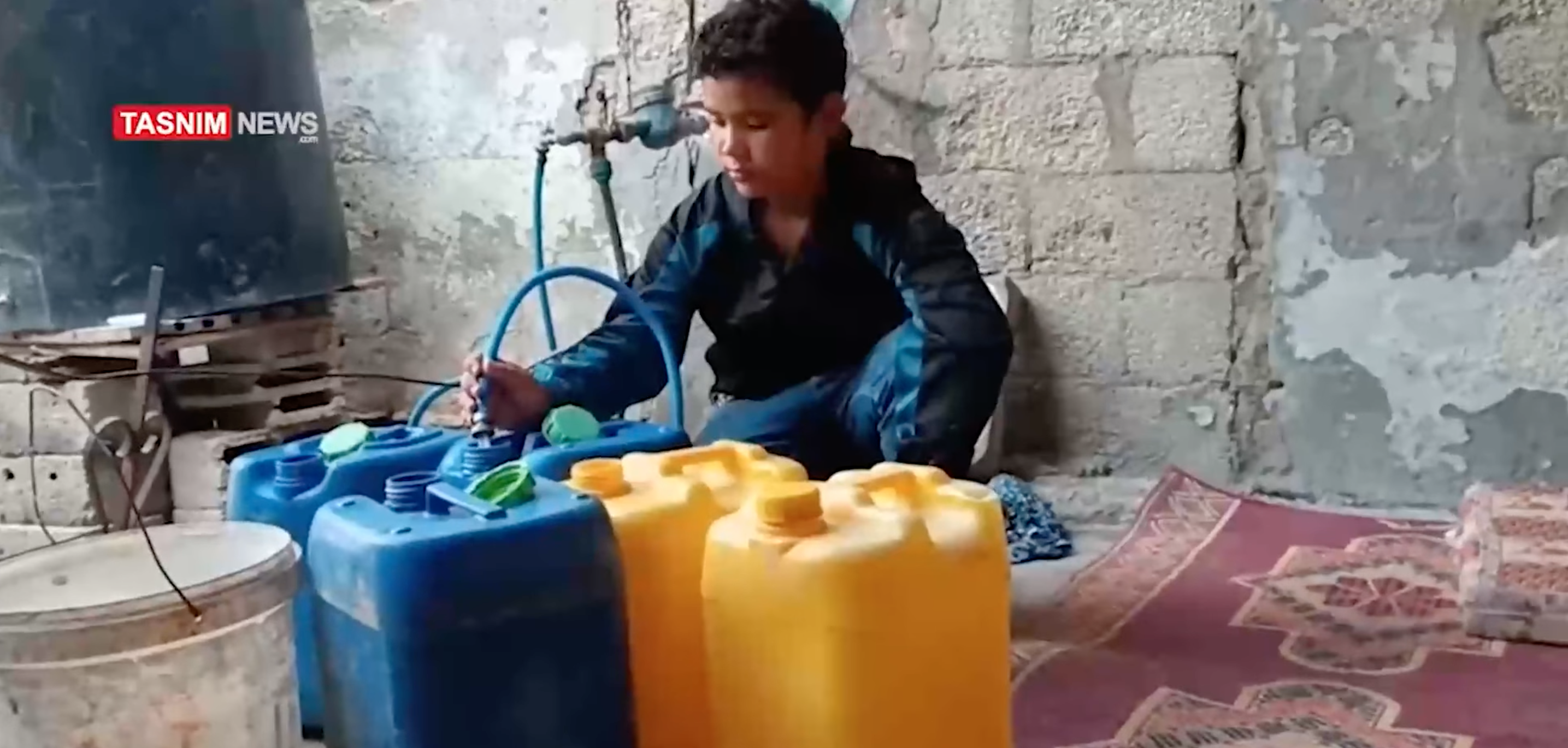
Niño gazatí llenando garrafas de agua.

Un total de 109 agencias humanitarias han acusado directamente a Israel como el causante de la hambruna por su bloqueo deliberado y continuo de la ayuda humanitaria en los pasos fronterizos. Numerosos grupos defensores de los derechos humanos, como Human Rights Watch, Oxfam, el Programa Mundial de Alimentos y Amnistía Internacional, así como el Relator Especial de las Naciones Unidas sobre el derecho a la alimentación, Michael Fakhri, el Alto representante de la Unión Europea para Asuntos Exteriores y Política de Seguridad, Josep Borrell, y representantes oficiales de diversos países han acusado a Israel de utilizar el hambre como método de guerra. El fiscal jefe de la Corte Penal Internacional solicitó una orden de arresto contra Benjamín Netanyahu y contra Yoav Galant, ambos acusados de usar del hambre como arma de guerra entre otros crímenes.  La limitación y la posterior prohibición de la entrada de ayuda humanitaria en el enclave ha llevado a los expertos a etiquetarla como uno de los peores casos de hambruna provocada por el hombre en casi un siglo y como la mayor proporción de población que ha padecido hambre en la historia. Israel niega que haya una situación de hambruna extrema.

## Antecedentes
Algunos autores han argumentado que un «empobrecimiento minuciosamente planificado» ha sido una política a largo plazo de Israel para la Franja de Gaza. Según Sara Roy, una experta mundial en la economía gazatí, "la actual profanación de Gaza es la última etapa en un proceso que ha ido adoptando formas cada vez más violentas a lo largo del tiempo. En los cincuenta y seis años transcurridos desde que ocupase la Franja en 1967, Israel la ha transformado de un territorio integrado política y económicamente con Israel y Cisjordania a un enclave aislado, de una economía funcional a otra disfuncional, de una sociedad productiva a una empobrecida. De igual manera, ha eliminado a los habitantes de la Gaza del mundo de la política, transformándolos de un pueblo con una aspiración nacionalista a una población que depende en su mayoría de alguna forma de ayuda humanitaria para poder subsistir". Ya en el año 2000, Israel prohibió las importaciones de combustible y de gas para cocinar. Los 8.000 colonos repartidos en el 25 % de la Franja tenían el uso exclusivo del 40 % de la tierra cultivable de Gaza y la mayor parte de sus recursos hídricos. Un año después de que Israel retirara sus colonos de la Franja de Gaza en 2005 se celebraron elecciones parlamentarias palestinas, en las que el claro vencedor fue Hamás. Israel declaró tanto a Hamás como a la propia Franja de Gaza una «entidad hostil», tomó medidas para establecer un bloqueo, sanciones económicas y restricciones que tenían como objetivo debilitar el gobierno democráticamente electo de Hamás en la Franja de Gaza. Dov Weissglas explicó: «Tenemos que hacerlos mucho más delgados, pero no lo suficiente como para morir», la idea es «poner a los palestinos a dieta, pero no hacerlos morir de hambre». Antes del bloqueo, la población de Gaza era de 1,6 millones de habitantes, atendidos por 400 camiones que transportaban mercancías a la Franja cada día. Según la ONG israelí Gisha, según la nueva política, Israel sólo permitió la entrada de 106 camiones para entregar mercancías. Para obtener permiso para importar cualquier producto a la Franja, era necesario presentar pruebas de que eran indispensables.
Mensajes diplomáticos publicados posteriormente por WikiLeaks revelaron que Israel había informado a Estados Unidos en 2008 de que, si bien tomaría medidas para evitar una eventual crisis humanitaria, tenía la intención de mantener la economía de la Franja de Gaza «al borde del colapso». Se hicieron cálculos precisos para determinar el requerimiento calórico mínimo (2.279 calorías por persona y día) para evitar la desnutrición en la Franja de Gaza, y dichos cálculos supusieron la base para determinar el número de camiones que suministraban alimentos a esta región palestina entre 2007 y 2010. El cálculo no tuvo en cuenta factores como el colapso de la agricultura debido al bloqueo, que cercenó el acceso a los mercados de semillas. Los complejos procedimientos necesarios para obtener el visto bueno de Israel en los pasos fronterizos también causaron un importante desperdicio de alimentos que redujo significativamente la comida que entraba en la Franja. Los bienes importados tenían que llegar en camiones israelíes, que eran descargados para ser posteriormente subidos a "camiones neutrales", a los que entonces se les permitía acceder a la Franja de Gaza. Una vez allí, los cargamentos tenían que ser descargados de los "camiones neutrales" y volver a ser cargados en camiones gazatíes. Las restricciones a la entrada de productos alimenticios incluían productos básicos como la pasta, que solo se reintrodujo después de que John Kerry protestase por su inclusión en la lista de productos prohibidos, así como distintos tipos de dulces, miel, halva de sésamo, bamba, té, café, salchichas, sémola, productos lácteos, la mayor parte de productos relacionados con la elaboración del pan y ciertas limitaciones para la importación de carne y de gas para cocinar.
El Informe Goldstone reveló que durante la guerra de Gaza de 2008-2009, la invasión de Israel había causado una destrucción deliberada y masiva del sector agrícola de Gaza. El sector agrícola, incluidas las granjas, las lonjas, las instalaciones ganaderas y las de pollo, sufrió pérdidas directas de cerca de 170 millones de dólares. Las pérdidas indirectas todavía no se han calculado. Una organización empresarial calcula que el 60% de los terrenos agrícolas gazatíes han sido destruidos (el 40% directamente durante las operaciones militares israelíes). Además, la ofensiva israelí destruyó el 17% de los huertos, el 8,3% del ganado, el 2,6% de las gallinas, el 18,1% de los viveros, el 25,6% de las colmenas, el 9,2% de los solares y el 13% de los pozos de agua subterránea. La agricultura ya había perdido un tercio de su capacidad desde el comienzo de la Segunda Intifada y las frecuentes incursiones israelíes, según los cálculos de diversas ONGs validados por el Programa de las Naciones Unidas para el Desarrollo en Gaza. Unos 250 pozos agrícolas fueron destruidos o seriamente dañados. Israel también declaró zona de exclusión el 30 % de la tierra más fértil de la Franja. Después de 2012, la Cruz Roja consiguió cerrar un acuerdo que permitiera a los agricultores gazatíes cosechar cultivos de diversas alturas en zonas situadas respectivamente entre 300 metros y 1 kilómetro de la valla fronteriza fortificada de Israel. Sin embargo, tanto los agricultores como sus rudimentarios dispositivos de riego estuvieron expuestos a menudo a los disparos de francotiradores y ametralladoras israelíes, y los cultivos a lo largo de la frontera fueron, sin previo aviso, fumigados con el herbicida Roundup de Monsanto. Del mismo modo, Israel impuso severas restricciones a la pesca dentro de las aguas territoriales palestinas en Gaza (las 20 millas náuticas acordadas en los Acuerdos de Oslo se redujeron unilateralmente a nueve), y las zonas de pesca se demarcaron con boyas. En 2009, Israel volvió a reducirlo hasta las tres millas náuticas, con lo que el 85 % de las aguas territoriales de Gaza quedaron bloqueadas por buques de guerra israelíes. En numerosas ocasiones, buques artillados israelíes han disparado contra pescadores gazatíes incluso dentro de esas zonas.

## Desarrollo de la crisis
Desde la retirada de las últimas colonias israelíes en Gaza a finales 2006 se llevó adelante un bloqueo de la Franja de Gaza a nivel terrestre, aéreo y marítimo impuesto por Israel y Egipto desde 2007. El sistema de control provocó continua escasez de alimentos, agua, electricidad y medicamentos durante años.
Dos días después del ataque del 7 de octubre, Israel anunció que bloquearía la totalidad de entradas de alimentos a la Franja de Gaza. Como esta región palestina ya dependía en gran medida de la ayuda alimentaria, las repercusiones se sintieron de inmediato. Ya el 18 de octubre, Alia Zaki, portavoz del Programa Mundial de Alimentos, afirmó que la población de Gaza corría riesgo de morir de hambre. Tres días después, la ONU emitió un comunicado diciendo que las reservas de alimentos estaban casi agotadas. El 23 de octubre, Cindy McCain, directora ejecutiva del Programa Mundial de Alimentos de la ONU, afirmó que la gente estaba «literalmente muriendo de hambre mientras hablamos».
El 27 de octubre, un portavoz del Programa Mundial de Alimentos volvió a recordar que se estaban agotando los alimentos y otros suministros básicos. El 3 de noviembre, funcionarios de la ONU declararon que la dieta promedio de los gazatíes consistía en sólo dos pedazos de pan por día, y ActionAid denunció que más de medio millón de habitantes de la Franja estaban expuestos a la muerte por inanición. El 11 de noviembre, Corinne Fleischer, directora regional del Programa Mundial de Alimentos para Oriente Medio, declaró que «cientos de personas hacen cola durante horas todos los días para conseguir raciones de pan en las panaderías», así como que la gente estaba cada vez «más cerca de morir de hambre».

### Destrucción de las infraestructuras
El 18 de octubre, un ataque aéreo israelí destruyó una panadería en el campo de Nuseirat y mató a cuatro panaderos. En X, el poeta palestino Refaat Alareer escribió que aquella panadería era una de las pocas que todavía quedaban en pie en el centro y sur de la Franja de Gaza. El 19 de octubre, varias panaderías más fueron alcanzadas por ataques aéreos israelíes. Para el 24 de octubre, muchas panaderías habían cerrado y las que aún no lo habían hecho tenían colas de horas. Hacia el 28 de octubre, los ataques aéreos israelíes habían destruido una quinta parte de las panaderías que operaban en la Franja. El 1 de noviembre, Israel bombardeó una de las pocas panaderías que quedaban en Gaza. Al día siguiente, la Oficina de Naciones Unidas para la Coordinación de Asuntos Humanitarios (OCHA) declaró que más de la mitad de las panaderías gazatíes habían sido destruidas, y apenas una semana después informó de que ya no quedaban panaderías en todo el norte de la Franja de Gaza. El 14 de noviembre, Israel bombardeó el único molino harinero que quedaba en funcionamiento en Gaza. Los bombardeos israelíes destruyeron también los barcos pesqueros y los puertos gazatíes. Se calcula que el 22 % de las tierras agrícolas habían sido destruidas para el 12 de diciembre. Los bombardeos israelíes también dañaron y destruyeron almacenes, fábricas de alimentos y camiones para su transporte.

### Expansión de la crisis
Cindy McCain declaró el 17 de noviembre que los civiles gazatíes se enfrentaban a la posibilidad inmediata de morir de hambre. Diez días después, McCain denunció que Gaza estaba ya al borde de la hambruna y que la mendicidad por comida se había convertido en la «nueva norma». El 7 de diciembre, el Programa Mundial de Alimentos informó de que el 97 % de los hogares tenían un consumo inadecuado de alimentos y el 83 % de los habitantes del sur de la Franja de Gaza sobrevivían mediante «estrategias de consumo extremo». El 10 de diciembre, la ONU, las organizaciones internacionales de ayuda humanitaria y los trabajadores humanitarios en la Franja de Gaza volvieron a advertir sobre la inminencia de una hambruna masiva. Un representante de Medical Aid for Palestinians declaró: «Las guerras del hambre han comenzado». El 15 de diciembre, las Naciones Unidas estimaron que nueve de cada diez gazatíes no comían todos los días.
El ejército israelí alegó que Hamás había robado ayuda humanitaria, que había matado a personas que buscaban dicha ayuda humanitaria y que había mantenido sus propias reservas de alimentos. Tanto Estados Unidos como la ONU negaron que Hamás hubiese desempeñado un papel significativo en las causas de la hambruna, y un alto funcionario estadounidense afirmó que «el gobierno israelí no ha aportado al gobierno estadounidense (...) ninguna prueba específica del robo o desvío por parte de Hamás de la ayuda humanitaria proporcionada a través de la ONU y de sus agencias. Así de claro».
El 20 de diciembre, las Naciones Unidas declararon que la población de la Franja de Gaza estaba experimentando «niveles alarmantes de hambre nunca antes vistos en Gaza», y al día siguiente denunciaron que más de medio millón de gazatíes se estaban muriendo de hambre. El 1 de diciembre, un informe basado en la Clasificación Integrada de las Fases de la Seguridad Alimentaria y realizado por un comité de expertos independientes, colocó a casi toda la población gazatí (93 % o 2,08 millones) en la Fase 3 o superior de la escala (Crisis Alimentaria y de Subsistencia o peor), al 79% en la Fase 4 (Emergencia Humanitaria o peor), y al 15 % (378 000 personas) en la peor de las fases, la 5 (Hambruna o Catástrofe Humanitaria). El 22 de diciembre, Unicef volvió a recordar la amenaza cada vez mayor de hambruna en la Franja de Gaza. Una semana después, Mercy Corps reiteró que medio millón de personas se enfrentaban a un «hambre e inanición catastróficas». El 1 de enero de 2024, el 90 % de los palestinos de la Franja de Gaza sobrevivían regularmente sin comida.

### Hambruna

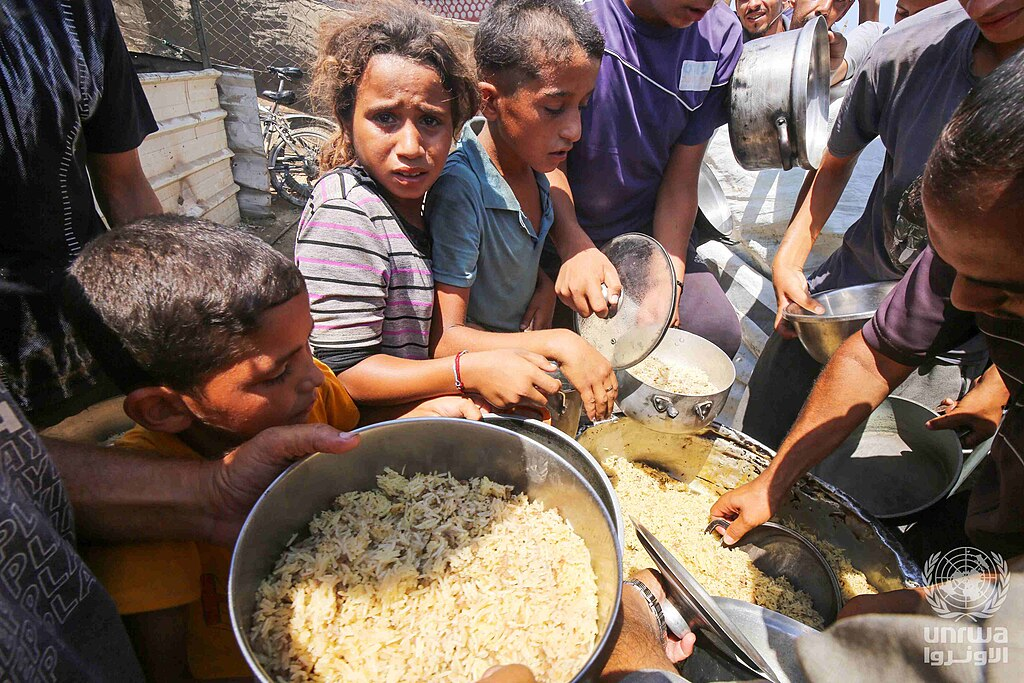
Palestinos desplazados en Deir el-Balah hacen fila para recibir alimentos proporcionados por organizaciones benéficas.

El 3 de enero de 2024, Arif Husain, economista jefe del Programa Mundial de Alimentos, constató que el 80 % de las personas que experimentaban hambrunas o hambrunas catastróficas en el mundo se encontraban en la Franja de Gaza y afirmó: «En toda mi vida, nunca he visto nada así en términos de gravedad». El 4 de enero, la hambruna había llevado también a la muerte por inanición de numerosos animales en el zoológico de Rafah. El vicesecretario general de las Naciones Unidas para Asuntos Humanitarios, Martin Griffiths, declaró el 5 de enero de 2024: «La gente se enfrenta a los niveles más altos de inseguridad alimentaria jamás registrados». Los expertos consultados por The New York Times advirtieron de que la hambruna en la Franja de Gaza era el peor ejemplo de hambruna provocada por el hombre en casi 100 años. António Guterres declaró: «La larga sombra del hambre acecha al pueblo de Gaza».
El 16 de enero, OCHA informó de que 378 000 personas en la Franja de Gaza se encontraban ya en la Fase 5 de la CIF (hambruna/catástrofe humanitaria). Informó también de que los 2,2 millones de personas de la Franja de Gaza se enfrentaban a una inseguridad alimentaria aguda, la mayor proporción de población que había padecido hambre en la historia. El Comité de Revisión de la Hambruna, que había recopilado los datos de Gaza en términos de la Clasificación Integrada de las Fases de la Seguridad Alimentaria (CIF) el 1 de diciembre de 2023, pronosticó que la población total estaría en la Fase 3 (crisis alimentaria o de subsistencia) para el 7 de febrero y que el 25 % (o 500.000 personas) alcanzarían la Fase 5. Ese mismo día, en una declaración conjunta, el Programa Mundial de Alimentos, Unicef y la Organización Mundial de la Salud anunciaron su creencia de que ya existían episodios de hambruna en la Franja de Gaza.

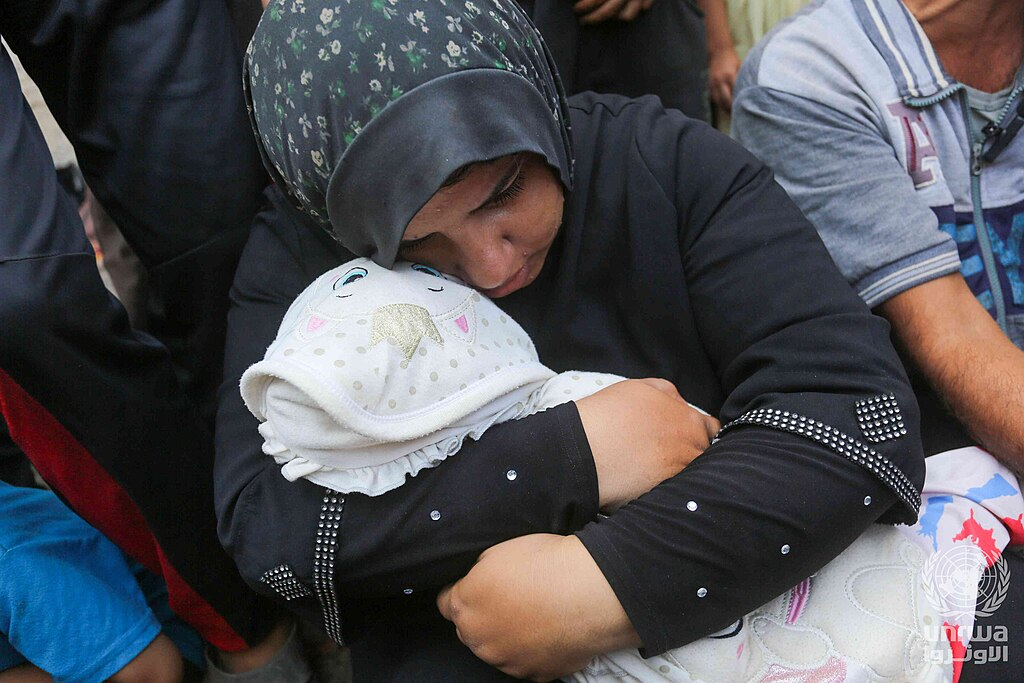
Madre llora por su hija de 4 años, que perdió la vida debido a la desnutrición y la falta de tratamiento

El 21 de enero, un periodista de la Franja de Gaza informó de que la gente estaba haciendo harina con pienso para animales. Ese mismo día, la ONU informó de que solo quedaban quince panaderías abiertas en toda la Franja de Gaza. El 23 de enero, UNRWA volvió a denunciar que unas 570 000 personas se enfrentaban a una hambruna «catastrófica» en la Franja de Gaza debido a los intensos combates, la denegación o las restricciones de acceso a la comida y el apagón de las telecomunicaciones. El 30 de enero, CNN comunicó que los palestinos estaban empezando a comer hierba para sobrevivir. Ese mismo día, la Organización Mundial de la Salud volvió a advertir de que Gaza estaba «al borde de la hambruna». Al día siguiente, el director de emergencias de la OMS declaró: «Ésta es una población que se muere de hambre». El 9 de febrero, OCHA informó que cerca de un 10 % de los niños menores de cinco años sufrían ya malnutrición severa, y esta cifra ascendía hasta más de un 16 % en el norte de la Franja. El 12 de febrero, la Organización de las Naciones Unidas para la Alimentación y la Agricultura declaró que había «niveles sin precedentes de inseguridad alimentaria aguda, hambre y condiciones cercanas a la hambruna en Gaza». El ejército israelí atacó a los pescadores palestinos que intentaban pescar para comer en las costas de Deir al-Balah.
El 17 de febrero, ActionAid declaró que «todas las personas del territorio» se enfrentaban a niveles de hambruna, denunciando que la gente se había quedado incluso sin pienso para comer. El 21 de febrero, el periodista Abubaker Abed afirmó: «Las familias comen estratégicamente, sólo para mantenerse con vida». El 26 de febrero, Naciones Unidas explicó que más de medio millón de gazatíes se encontraban ya «en la más grave de las cinco fases en que se clasifican las crisis alimentarias, es decir, en riesgo alto de morir de inanición». Al día siguiente, Carl Skau, director ejecutivo adjunto del Programa Mundial de Alimentos, declaró ante el Consejo de Seguridad de las Naciones Unidas que más de 500 000 personas se enfrentaban a una hambruna inminente en la Franja de Gaza. El 29 de febrero, el relator especial de las Naciones Unidas para el derecho a la comida denunció que la Franja de Gaza afrontaba una «hambruna inevitable» por la decisión de numerosos países de suspender la financiación de UNRWA, la principal distribuidora de ayuda humanitaria en la Franja de Gaza.

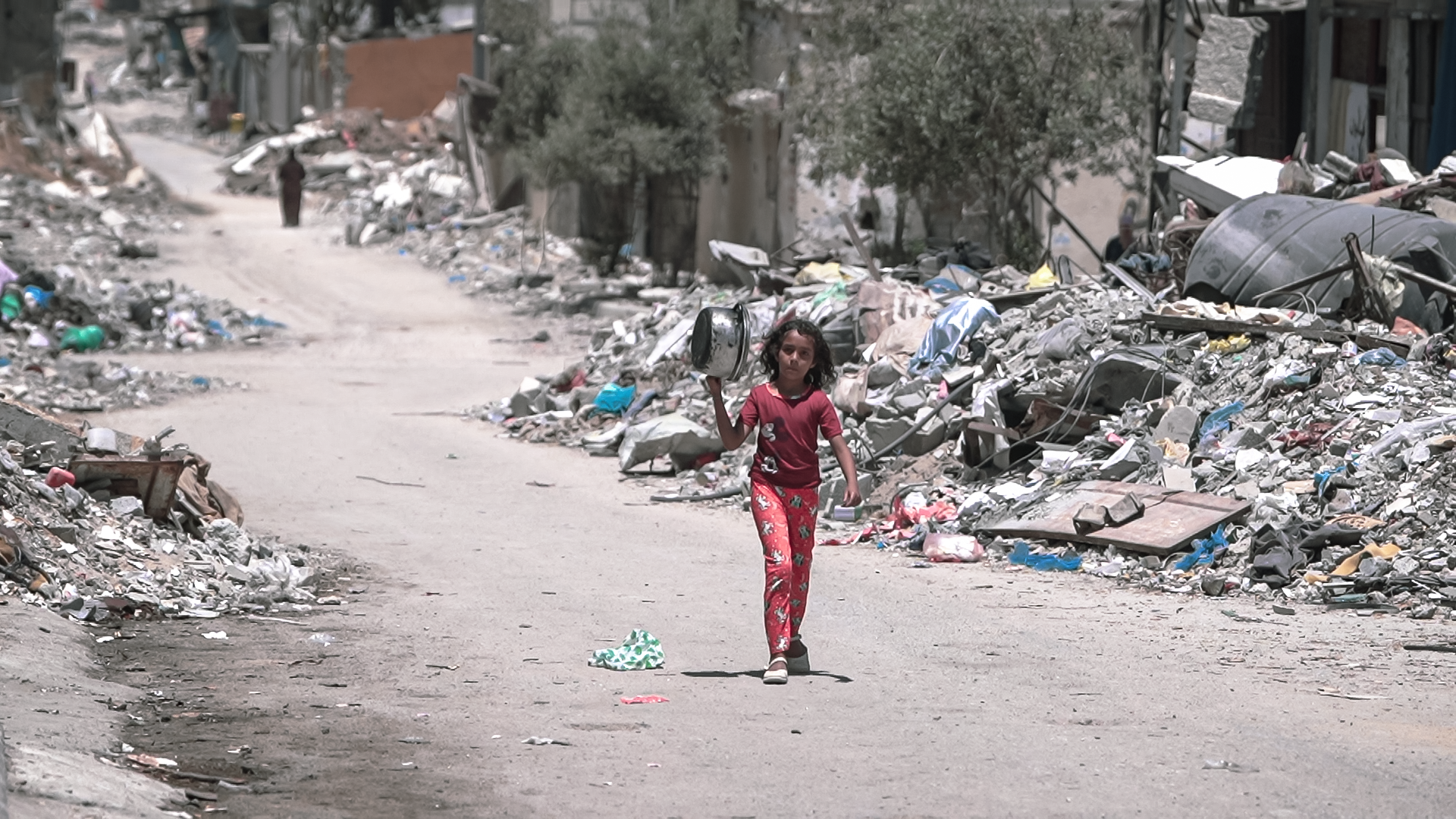
Una niña palestina camina por una calle devastada en Gaza buscando comida

El 3 de marzo, la oficina de prensa del gobierno gazatí corroboró que «la hambruna sigue profundizándose». El 7 de marzo, OCHA declaró que la tasa anual de inflación de los alimentos fue del 118 % en enero de 2024, mientras que el índice de precios al consumidor de los alimentos había aumentado casi un 105 %. El 10 de marzo, toda la población de la Franja de Gaza se encontraba en la fase 3 (crisis alimentaria o de subsistencia) de la Clasificación Integrada de las Fases de la Seguridad Alimentaria, lo que suponía «el porcentaje más alto de personas que sufren este tipo de inseguridad alimenticia aguda» de la historia. La mitad de la población se encontraba en la fase 4 (emergencia humanitaria), y al menos un 25% de la población estaba ya en la fase más extrema, la de hambruna o catástrofe humanitaria. Ocho días después, un informe de la ONU alertaba de que 1,1 millones de personas (la mitad de la población gazatí) se encontrarían en la fase de hambruna o catástrofe humanitaria antes del verano. El 19 de marzo, Antony Blinken, secretario de Estado de los Estados Unidos, alertó de que la totalidad de la población gazatí se enfrentaba a una inseguridad alimentaria sin precedentes: «Según los parámetros más respetados para estas cosas, el 100% de la población de la Franja de Gaza se encuentra en niveles severos de inseguridad alimentaria aguda. Es la primera vez que una población en su totalidad ha sido clasificada de esta manera».
A comienzos de abril, dos altos cargos del gobierno estadounidense, el enviado de la administración Biden para la ayuda humanitaria en Gaza, David Satterfield, y la presidenta de la Agencia de los Estados Unidos para el Desarrollo Internacional, Samantha Power, declararon que la Franja de Gaza ya se encontraba en una situación de hambruna. En concreto, Satterfield dijo que la hambruna en Gaza era «un hecho probado», mientras que Power comunicó que el propio gobierno estadounidense reconocía la existencia de esta hambruna. El 17 de abril, la oficina del primer ministro israelí emitió un comunicado en el que negaba que hubiese hambre en la Franja de Gaza.
En mayo, el presidente del Programa Mundial de Alimentos declaró que la hambruna ya había llegado a la Franja de Gaza y explicó que, aunque la ayuda humanitaria comenzase a entrar sin restricciones en la misma, la gente seguiría muriendo tanto de inanición como por enfermedades leves que se convierten en mortales en los cuerpos debilitados de los gazatíes. Janti Soeripto, presidenta y directora ejecutiva de Save The Children en los Estados Unidos, declaró que «nunca jamás hemos visto nada como esto en ningún lugar del planeta». El presidente de Refugees International, Jeremy Konyndyk, explicó que, normalmente, las hambrunas afectan tan solo a determinados sectores de una sociedad, pero en la Franja de Gaza afecta «a la totalidad de la población, no solo a una porción». El 26 de mayo, un total de 70 organizaciones humanitarias pidieron a las autoridades competentes que declarasen oficialmente la hambruna en Gaza.
El 5 de junio, el Sistema de Alerta Temprana de Hambrunas, un grupo de estudio estadounidense financiado por USAid, declaró que era «posible, si no probable» que la hambruna hubiese empezado ya en el norte de la Franja de Gaza, mientras que dos organizaciones de la ONU anunciaron que, a mediados de junio, más de un millón de gazatíes se enfrentarían «al hambre y la muerte». El 10 de junio, la Media Luna Roja Palestina criticó el «castigo colectivo» que suponía que el paso de Rafah estuviese ya un mes cerrado frente a una población con «niveles graves de hambruna».
El 19 de junio, el viceportavoz de la ONU, Farhan Haq, explicó que el cierre del paso de Rafah y los combates cerca del paso de Kerem Shalom estaban generando un nuevo patrón en el abastecimiento de ayuda humanitaria, que había experimentado «una mejora» en el norte de la Franja de Gaza y «un drástico deterioro en el sur».

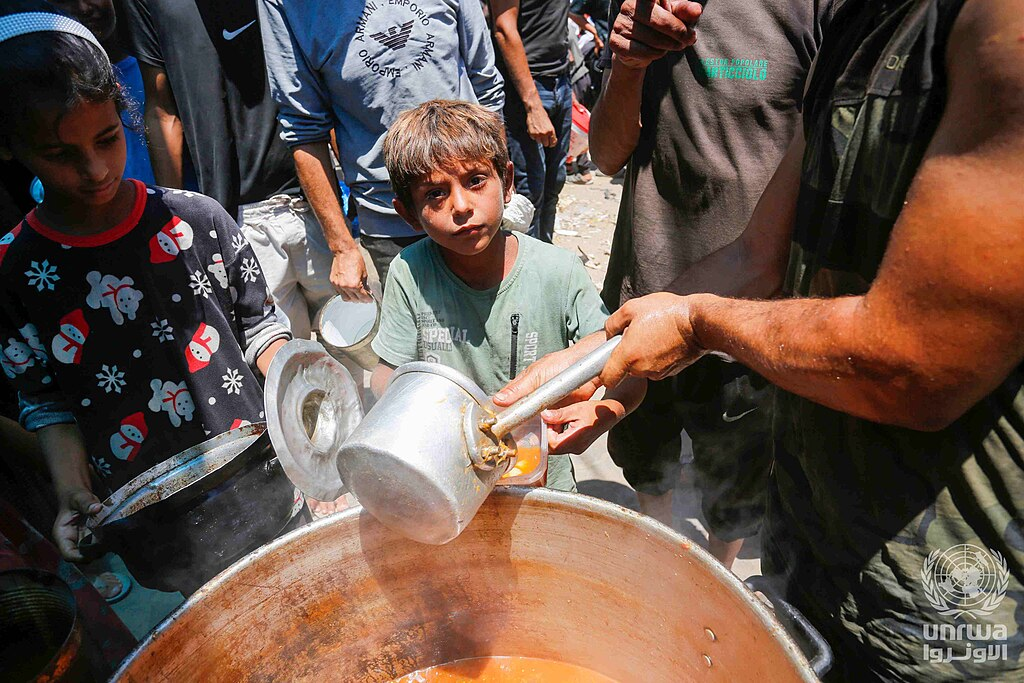
Palestinos desplazados se reúnen para recibir alimentos de una organización benéfica en Deir al-Balah, Franja de Gaza.

El 24 de junio, la hambruna seguía extendiéndose por la Franja y el CIF explicó que, para poder comprar comida, más de la mitad de las familias tenían que intercambiarla por ropa, mientras que un tercio de las familias tenían que buscar entre la basura objetos que vender para alimentarse. Más de la quinta parte de la población gazatí pasaba días enteros sin comer absolutamente nada. Un director de Oxfam declaró que el hecho de que la hambruna hubiese disminuido ligeramente en el norte de la Franja de Gaza demostraba que Israel tenía la capacidad de acabar con ella cuando quisiese y le acusó de usar el hambre como arma de guerra. Cuatro niños más murieron de inanición durante esta semana.
El 9 de julio, un grupo de expertos en derechos humanos de las Naciones Unidas advirtieron en un informe que la hambruna se había expandido a lo largo de la Franja de Gaza. Al menos treinta y tres niños habían muerto ya de inanición desde el inicio del conflicto, la mayor parte de ellos en el norte, aunque los últimos tres habían perecido en las ciudades sureñas de Jan Yunis y Deir al-Balah. El informe de los expertos de la ONU condenaba «la intencionada y premeditada campaña de hambruna de Israel contra el pueblo palestino». El 18 de julio, Oxfam denunció que Israel había reducido la cantidad de agua disponible en la Franja de Gaza un 94% «creando una catástrofe sanitaria letal».
El 7 de septiembre, la ONU informó de que, durante el mes de agosto, más de un millón de personas no habían podido recoger comida de sus comedores comunitarios y se había registrado un 35% menos de personas que comían alimentos cocinados. Una semana después, un informe conjunto de quince organizaciones de ayuda humanitaria denunció que Israel seguía bloqueando el 83% de la comida enviada a la Franja de Gaza.  El 16 de octubre, las cifras del COGAT, la administración israelí encargada de gestionar los territorios ocupados, mostraban que del 1 al 16 de octubre solo había entrado una media de 29 camiones diarios a la Franja de Gaza, una reducción radical con respecto a los 175 camiones diarios que entraron de media entre mayo y septiembre. Según fuentes tanto de la ONU como del propio ejército israelí, tan solo 410 camiones de ayuda humanitaria entraron en la Franja en las primeras tres semanas de octubre, un grave descenso en comparación con los cerca de 3000 que habían entrado en septiembre. Para cuando terminó el mes, las autoridades israelíes solo habían permitido la entrada de treinta camiones diarios de ayuda humanitaria a la Franja, una cifra que equivalía a tan solo el 6% de los suministros diarios recibidos antes de la guerra.
El 25 de abril de 2025, las autoridades de la Franja de Gaza, alertaron que se han registrado 52 muertes por hambre y desnutrición, incluidos 50 niños, y que «más de 60 000 niños sufren desnutrición severa y más de un millón pasan hambre a diario», tras más de 50 días de bloqueo a la entrada de ayuda humanitaria al enclave por parte de Israel.

#### Sur de Gaza
El 7 de enero, el subdirector de UNRWA informó de una hambruna grave en el sur de Gaza y afirmó: «No sé cuánto más podrán soportar antes de que algo explote en la parte sur de Gaza». El 11 de febrero, el alcalde de Rafah declaró que la ciudad se enfrentaba a la hambruna y que los suministros disponibles sólo podían abastecer al 10 % de la población. En dicha ciudad, los medios de comunicación se hicieron eco de largas colas para conseguir comida. El 15 de febrero, OCHA declaró que había «una necesidad urgente de establecer un centro especializado en Rafah para niños con desnutrición aguda». Dos días después, este mismo organismo de la ONU informó de que la gente de Rafah tenía «una necesidad tan extrema de alimentarse que detenían los camiones de ayuda para coger la comida y comérsela inmediatamente». El 19 de febrero, cañoneras israelíes volvieron a disparar contra pescadores que intentaban pescar frente a la costa de Rafah. Una mujer desplazada de 73 años declaró el 25 de febrero: «Nunca había sido testigo de una hambruna como ésta. (...) Para nosotros, la muerte es mucho mejor que nuestra vida actual». El 3 de mayo, un portavoz de la Organización Mundial de la Salud afirmó que la disponibilidad de comida había mejorado muy ligeramente en la Franja de Gaza aunque, preguntado sobre si había desaparecido el riesgo de hambruna, respondió «por supuesto que no». A lo largo de mayo, la ofensiva israelí en la ciudad fronteriza de Rafah, que supuso la clausura de los dos principales puntos de acceso de ayuda humanitaria al sur de la Franja, llevó al cierre de las pocas panaderías abiertas y a una inflación disparada. El precio de hortalizas como tomates, pimientos o pepinos llegó a tal punto que dejaron de venderse por kilos y lo hacían por unidad. Por otro lado, la falta de suministro eléctrico ha inhabilitado la mayoría de los cajeros automáticos de la Franja, lo cual ha llevado a que el dinero en efectivo sea muy escaso. Dos niños murieron de inanición el 1 de mayo en Rafah.
El 14 de junio, el Programa Mundial de Alimentos alertó de que el sur de la Franja de Gaza podría sufrir «niveles catastróficos de hambruna» similares a los que ya se padecían en el norte de la Franja.

#### Norte de Gaza

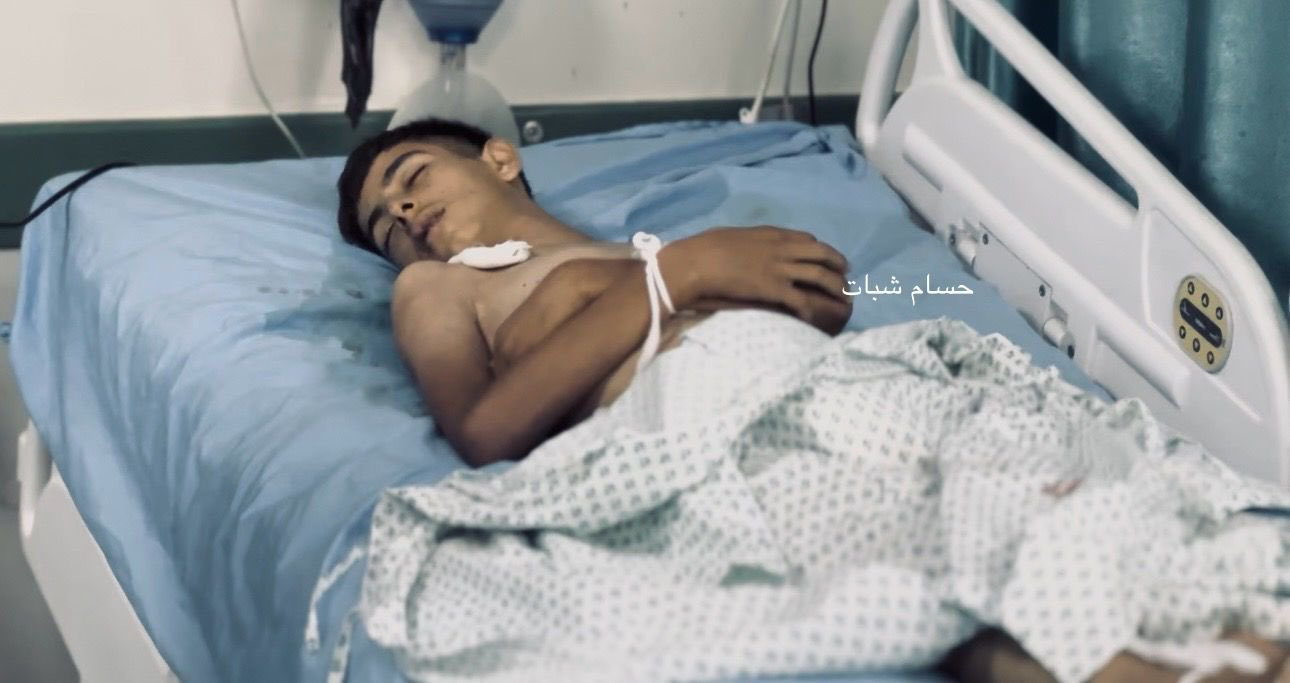
La muerte del joven palestino de 17 años, Mohammed Assaf, del norte de Gaza, como consecuencia de la hambruna y la crisis humanitaria en la Franja.

Ya a comienzos de enero, el Programa Mundial de Alimentos afirmó que nueve de cada diez personas en el norte de Gaza comían menos de una comida al día. La Organización Mundial de la Salud declaró el 25 de enero que la situación alimentaria era «absolutamente horrible» en el norte de Gaza, donde las escasas entregas de ayuda humanitaria se veían acosadas por personas visiblemente hambrientas y con los ojos hundidos. Un miembro del equipo de Mercy Corps informó de que había presenciado un hacinamiento de miles de personas alrededor de dos camiones de ayuda humanitaria en el norte de Gaza, tan masivo que dos personas murieron asfixiadas. Un trabajador humanitario de Al Baraka, una organización benéfica argelina, afirmó que el norte de Gaza estaba al borde de la hambruna y dijo: «Casi no se ha entregado ayuda humanitaria a esta gente desde el comienzo de la agresión israelí».
El 15 de febrero, Al Jazeera informó de que la gente en el norte de Gaza pasaba días e incluso semanas sin comida suficiente. La Organización de las Naciones Unidas para la Alimentación y la Agricultura afirmó que la distribución de alimentos en el norte de Gaza seguía siendo un desafío, ya que se trataba de un área «apenas accesible». Para sobrevivir, la gente comía alimentos para animales, hierbas, maleza y pasto. Un representante de OCHA afirmó: «Hay unas 300 000 personas en el norte y no tengo ni idea de cómo han sobrevivido". A finales de febrero de 2024, un molino de cereales en el norte de Gaza cerró debido a la falta de combustible.
El 20 de febrero, el Programa Mundial de Alimentos declaró que dejaría de enviar ayuda al norte de Gaza, lo que la Oficina de Medios de Gaza calificó como «una sentencia de muerte para tres cuartos de millón de personas». El 24 de febrero, un bebé de dos meses murió de desnutrición severa en un hospital de Gaza. UNRWA anunció que también suspendería los servicios humanitarios en el norte de Gaza. Las familias en el campo de refugiados de Jabalia tenían tanta hambre que comían sobras, hojas de árboles e incluso a sus propios caballos. Un hombre en Jabalia denunció: «No tenemos agua ni harina y estamos muy cansados por el hambre». Soldados israelíes dispararon contra dos hermanas que buscaban comida el 25 de febrero, matando a una de ellas.
El 27 de febrero, el Ministerio de Salud de la Franja de Gaza declaró: «Lo que está sucediendo en el norte de Gaza es una verdadera hambruna. (...) Esta creciente hambruna podría matar en los próximos días a miles de ciudadanos debido a la desnutrición y la deshidratación ante los ojos del mundo». Un hombre en el campo de refugiados de Jabalia afirmó que los niños «están muriendo y desmayándose en las calles de hambre. ¿Qué podemos hacer?» Al día siguiente, nueve niños murieron por inanición y otros siete se encontraban en estado crítico en los hospitales de las ciudades norteñas de Beit Lahia y Gaza.
El 17 de marzo, por primera vez en cuatro meses, doce camiones de ayuda humanitaria llegaron a algunas zonas del norte de la Franja de Gaza, seis a Gaza y seis al campamento de Jabalia.
El 18 de marzo, un nuevo informe desveló que 210.000 personas estaban ya en la peor fase de la Clasificación Integrada de las Fases de la Seguridad Alimentaria, denominada «hambruna» o «catástrofe humanitaria». Unos 19 camiones de ayuda humanitaria llegaron a Jabalia por primera vez en cuatro meses. Al día siguiente, la Oficina de Naciones Unidas para la Coordinación de Asuntos Humanitarios (OCHA) afirmó que, en las dos primeras semanas de marzo, menos de la mitad de los envíos de ayuda humanitaria al norte de la Franja habían logrado llegar a su destino, mientras que el 21% habían sido rechazados por las autoridades israelíes y el 33% habían sido pospuestos por las mismas. El 22 de marzo, el 70% de la población del norte de la Franja de Gaza ya estaba experimentando una hambruna catastrófica, mientras que el precio de las verduras había alcanzado cincuenta veces su valor antes de la guerra. Ese mismo día, el portavoz de Unicef, James Elder, declaró tras haber viajado por toda la Franja de Gaza que había visto una docena de niños «esqueléticos» en el hospital Kamal Adwan de Beit Lahia, al norte de la Franja: «Estamos viendo casos de malnutrición severa... niños que están al borde de la muerte, solo piel y huesos... y estos son los que han conseguido llegar al hospital. Hay un verdadero miedo por aquellos que no han podido llegar. Esto tiene una causa humana y evitable».
El 24 de marzo de 2024, Israel comunicó a la ONU que no aprobaría más convoyes humanitarios de UNRWA dirigidos al norte de la Franja de Gaza. Al día siguiente, el Secretario General de Naciones Unidas dijo que esa decisión era «totalmente inaceptable» en una dramática situación de hambruna. El 3 de abril, Oxfam Intermón advirtió de que la población palestina del norte de la Franja de Gaza sobrevivía con solo 245 calorías al día, una cantidad equivalente a 100 gramos de pan, lo que suponía menos del 12% de las 2100 kilocalorías diarias necesarias por persona. El 6 de abril, OCHA denunció que unos 50.000 niños sufrían desnutrición severa en el norte de la Franja.
El 5 de mayo, el jefe del Programa Mundial de Alimentos advirtió de la existencia de una «hambruna en estado avanzado» en el norte de la Franja de Gaza.

##### Plan de los generales
En octubre de 2024, el ejército israelí comenzó a implementar en el norte de la Franja de Gaza el denominado plan de los generales, que suponía la expulsión de toda la población civil y la denegación de entrada de ayuda humanitaria (incluidas comida, bebida y medicinas) para todos aquellos que se negasen a huir. Ya el 12 de octubre, el Programa Mundial de Alimentos (PMA) denunció que no había entrado nada de ayuda humanitaria en el norte de la Franja de Gaza desde el 1 de octubre. El 6 de noviembre, el ejército israelí confirmó que no dejaría volver a sus hogares a los civiles a los que había expulsado del norte de la Franja de Gaza. Este anuncio, realizado por el brigadier general Itzik Cohen, supuso la primera confirmación oficial de la limpieza étnica sistemática de este territorio palestino, siguiendo la línea marcada por el denominado "plan de los generales". Este oficial del ejército israelí declaró que, dado que ya no se consideraba que quedasen civiles en el norte de la Franja de Gaza, ya no se permitiría la entrada de ayuda humanitaria a la zona. Para esa fecha, la ONU calculaba que quedaban unas 95.000 personas esta parte de la Franja. Expertos en derecho internacional explicaron que esta medida constituía los crímenes de guerra de uso del hambre como arma de guerra y desplazamiento forzoso.
El 9 de noviembre, la organización humanitaria ActionAid denunció que había «casos graves de inseguridad alimenticia, enfermedad y sed», así como que existía una «gran probabilidad» de hambruna inminente en zonas del norte de la Franja. Las panaderías estaban teniendo que cerrar por falta de suministros, las cocinas comunitarias habían dejado de cocinar comida para unas 300.000 personas que dependían de ellas.

### Empeoramiento de la crisis

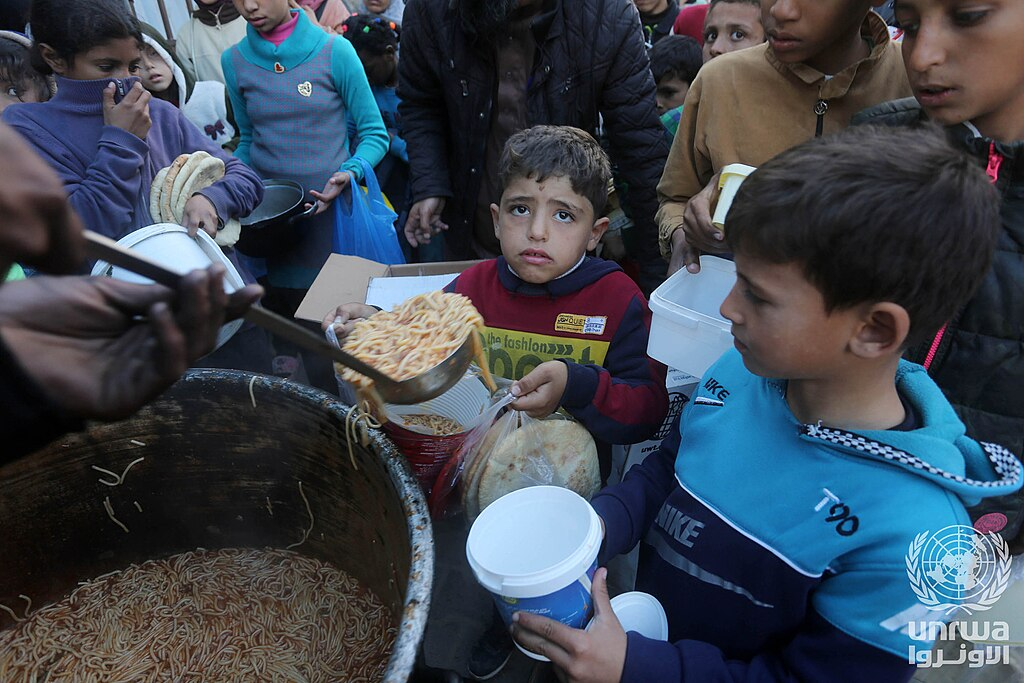
Niños palestinos recibiendo comida de una cocina humanitaria en Deir al-Balah durante la tregua de 2025.

La situación humanitaria en la Franja de Gaza ya era crítica incluso durante el alto el fuego que estuvo en vigor a comienzos de 2025. Una encuesta llevada a cabo por la Oficina de Naciones Unidas para la Coordinación de Asuntos Humanitarios (OCHA) entre el 2 y el 20 de marzo en 256 campamentos de desplazados reveló que el 68% de estos campamentos no habían recibido suministros alimenticios en más de un mes.
El 2 de marzo de 2025, Israel decretó la prohibición de la entrada de cualquier tipo de ayuda humanitaria en la Franja de Gaza, incluidos los alimentos y la bebida, en lo que se ha convertido el bloqueo más duradero de ayuda humanitaria de toda la guerra.  La OCHA denunció el 12 de abril que la Franja se enfrentaba a la peor crisis humanitaria desde el inicio de la contienda. La Clasificación Integrada de las Fases de la Seguridad Alimentaria de la ONU alertó el 12 de mayo que 1,94 millones de gazatíes, o el 93% de la población analizada, se encontraba ya como mínimo en la fase tres de hambruna (crisis alimentaria y de subsistencia), y que 244.000 personas vivían en la fase más extrema de hambruna, la fase cinco (catástrofe humanitaria). Además, advirtió de que la totalidad de la población gazatí (2,1 millones de personas) estaría en una situación catastrófica de hambre extrema en septiembre si no se terminaba inmediatamente con el bloqueo. A mediados de mayo, las propias autoridades israelíes admitían en privado que la población gazatí se enfrentaba a una hambruna inminente si no se restablecía la entrada de alimentos inmediatamente, cosa que no sucedió.
Durante abril fueron cerrando la mayoría de cocinas comunitarias que proveía de comida a gran parte de la población gazatí y más de 9000 niños tuvieron que ser hospitalizados por desnutrición severa. A principios de abril, las 25 panaderías de la ONU tuvieron que cerrar por la falta de harina y de combustible para fabricar pan. El 25 de abril, World Central Kitchen anunció que había entregado las últimas raciones que quedaban en sus almacenes y que se veía obligada a detener su actividad. Se calcula que cerca de dos millones de gazatíes, incluido casi un millón de niños, sobreviven con una sola comida cada dos o tres días. A comienzos de mayo, solo quedaban en funcionamiento 158 cocinas comunales del Programa Mundial de Alimentos (175 en total, junto con las operadas por organizaciones menores) , conocidas como taqiya, que proporcionaban 950.000 comidas al día para cerca de dos millones y medio de personas, generalmente a base de lentejas, guisantes y otras legumbres, y en ocasiones arroz. Frutas, verduras, carnes y lácteos eran casi imposibles de obtener en la Franja. Sin embargo, el 25 de abril, esta organización anunció que se había quedado sin provisiones en sus almacenes y que el funcionamiento de las cocinas dependería de cuanta comida tuvieran almacenada en ellas. Semanas antes había anunciado que detendría su entrega de alimentos a ciudadanos particulares para poder priorizar el abastecimiento de las cocinas comunitarias. También la Cruz Roja anunció que el hospital de campo que había instalado en la Franja se estaba quedando sin alimentos. El 8 de mayo, World Central Kitchen, que había estado sirviendo 133.000 comidas al día, se vio obligada a cerrar todos sus comedores comunitarios por falta de suministros.
Tan solo en febrero, más de 2000 niños fueron diagnosticados con desnutrición severa, y esta cifra fue más baja que la de cualquiera de los ocho meses anteriores. En marzo, la cifra se casi se dobló, llegando hasta los 3700 según cifras de la ONU.  A finales de abril, la ONG estadounidense American Refugee Near East Aid denunció que, por primera vez en esta guerra, había detectado cetona (un claro indicador de la hambruna) en un tercio de los análisis de orina realizados.
Además, el hambre estaba empujando a la población gazatí a medidas desesperadas. Los pescadores trataban de llegar más lejos en busca de capturas a costa de ser asesinados por la marina israelí, tal y como le ocurrió a tres pescadores a comienzos de mayo. A mediados de mayo, un tercio de los gazatíes entrevistados afirmaban que tenían rebuscar diariamente en los vertederos para tratar de encontrar alimentos o cualquier otro producto que pudieran intercambiar por estos. Por otro lado, las autoridades militares israelíes decretaron la expulsión y prohibición de entrada de los civiles al 69 % del territorio de la Franja. Unido a las constantes órdenes de expulsión, esta medida supuso que los gazatíes dejasen de poder cultivar sus propios alimentos.
El 13 de mayo, la OMS denunció que desde que Israel comenzó el bloqueo de la ayuda humanitaria, el 2 de marzo, 57 niños murieron por los efectos de la desnutrición y que si la situación persiste, se espera que cerca de 71 000 niños menores de cinco años sufran desnutrición aguda en los próximos 11 meses.
El 20 de mayo, Tom Fletcher, secretario general para Asuntos humanitarios de la ONU, denunció que «14.000 bebés morirán en las próximas 48 horas» si la ayuda necesaria para alimentarlos no entra en Gaza y dijo que los cinco camiones a los que Israel permitió ingresar son «una gota en el océano». Por su parte Netanyahu reconoció que la decisión de permitir entrar una cantidad «mínima» de ayuda se debe a la presión de sus aliados y que «No debemos llegar a la situación de hambruna, desde un punto de vista práctico como diplomático». Dos días después, el ministro de Salud de Palestina informó que en los últimos días se registraron veintinueve muertes relacionadas con el hambre en niños y ancianos en Gaza y que miles más estaban en riesgo y que la cifra de la ONU de que 14.000 bebés podrían morir de hambre «es muy realista, tal vez incluso una subestimación». El 29 de mayo, la ONU declaró que la Franja era «el lugar más hambriento del planeta».
Entre finales de junio y comienzos de julio, el director general de la Organización Mundial de la Salud, Tedros Adhanom Ghebreyesus, denunció que una media de 112 niños tenían que ser ingresados cada día en hospitales gazatíes debido a problemas de malnutrición. Poco después, una serie de médicos de la Franja alertaron de que muchos recién nacidos se enfrentan a un riesgo de muerte inminente por la falta de fórmulas para lactantes, cuya entrada en esta región palestina sigue bloqueada por las autoridades israelíes. Dado que las propias madres sufren una malnutrición severa, o incluso muchas de ellas han muerto, tampoco ellas pueden amamantar de una manera natural a los bebés.
A 5 de julio de 2025, el número de niños muertos por inanición en la Franja llegaba ya hasta los sesenta y seis. Más de medio millón de personas se encontraban en una situación de hambruna catastrófica, mientras que el resto de la población sufría de malnutrición severa.
Tom Fletcher, secretario general adjunto para asuntos humanitarios ante el Consejo de Seguridad de la ONU, dio a conocer el dato de que durante el mes de junio a más de 5800 niños gazatíes se les diagnosticó desnutrición aguda, representando esta cifra la más alta desde el inicio de la guerra. Esto indica una agudización de la hambruna y de la crisis humanitaria, en la que recientemente un número indeterminado de mujeres y niños han fallecido mientras esperaban alimentos. «Estamos más allá del vocabulario para describir las condiciones en Gaza», afirmó el secretario.
El número de muertes por inanición comenzó a crecer vertiginosamente a partir del 20 de julio, cuando las autoridades sanitarias de la Franja anunciaron la muerte de diecinueve personas por inanición. Al día siguiente se registraron otros 18 fallecimientos, seguidos de otros quince el martes 22, entre los que se incluían un bebé de seis semanas y tres niños más. También se alertó ese día de que los médicos y enfermeros de la Franja estaban comenzando a ser incapaces de realizar su trabajo debido a la hambruna, que les hacía desmayarse en medio de las intervenciones. El 23 de julio se registraron diez nuevas muertes por la hambruna, seguidas de dos más el 24 de julio y otras nueve el 25, incluido un niño. El 26 de julio fueron cinco personas las que murieron de hambre, el 27 fueron seis más, mientras que el 28 se notificaron catorce muertes más por esta causa.
Según el Programa Mundial de Alimentos, un tercio de la población gazatí llevaba ya varios días sin comer. Los datos de la ONU mostraban que la totalidad de la población gazatí se enfrentaba a elevados niveles de inseguridad alimentaria, cerca de medio millón de personas estaban en situación de hambruna catastrófica, y unos 70.000 niños necesitaban tratamiento urgente contra la desnutrición aguda. El jefe de UNRWA denunció que Gaza se enfrentaba a una «hambruna masiva y deliberada». Médicos Sin Fronteras reveló que el número de niños menores de cinco años con desnutrición severa en su clínica de Gaza se había triplicado en las dos semanas previas, y que el número de pacientes que necesitaron tratamiento por la desnutrición se había cuadruplicado desde mayo. Esta ONG francesa denunció que «el uso deliberado por parte de las autoridades israelíes del hambre como arma de guerra en Gaza ha alcanzado niveles sin precedentes, con los pacientes y los propios trabajadores sanitarios luchando ya por sobrevivir».
El 29 de julio, el grupo de expertos en la CIF de la ONU determinó que la Franja se encontraba «en el peor escenario posible de una hambruna está teniendo lugar ahora mismo en la Franja de Gaza» y alertó de una «hambruna extendida». Aunque advirtieron de que no podían decretar inequívocamente la existencia de una hambruna por tener restringido su acceso a la Franja, explicaron que dos de los tres criterios requeridos para que se considere como tal ya se habían cumplido: más del 20% de la población sufre inseguridad alimentaria aguda y uno de cada tres niños sufre desnutrición aguda en la ciudad de Gaza.

## Causas

### Destrucción de los cultivos y terrenos agrícolas de Gaza
Un informe de la ONU a mediados de junio desveló que más de la mitad de los terrenos agrícolas de la Franja de Gaza habían sido destruidos o dañados por acciones relacionadas con la guerra, como «la destrucción de los cultivos, el movimiento de vehículos pesados, los bombardeos y el fuego de artillería». El informe, que se basaba en imágenes vía satélite, reveló la destrucción de huertos frutales, cultivos de secano y plantaciones de verduras. En concreto, el 57% de las tierras cultivables y de los cultivos de la Franja de Gaza mostraban un serio declive tanto en su tamaño como en su calidad. Además, el informe había detectado una aceleración en la destrucción de los terrenos agrícolas gazatíes, pues el estudio de junio detectó un 30% más de tierras dañadas que el anterior, realizado en abril. Además, los invernaderos de la Franja también habían sufrido un daño significativo.
En una investigación de Al Jazeera publicada el 2 de julio de 2024, las imágenes satelitales analizadas por el equipo de investigación digital de la agencia catarí revelan que el 60% del total de 230 kilómetros cuadrados del terreno agrícola de la Franja de Gaza ha sido dañado o destruido por los ataques israelíes. Esta cifra llegaba hasta el 68% a comienzos de 2025.
| Gobernación    | Total de tierra cultivable | Terrenos destruidos en julio de 2024 | Terrenos destruidos en enero de 2025 | Terrenos destruidos en abril de 2025 |
| -------------- | -------------------------- | ------------------------------------ | ------------------------------------ | ------------------------------------ |
| Gaza del Norte | 40,5 km²                   | 27,8 km² (69 % del total)            | 78 % del total                       | 88 % del total                       |
| Gaza           | 41,2 km²                   | 31,3 km² (76 % del total)            | 75 % del total                       | 91 % del total                       |
| Deir al-Balah  | 38,3 km²                   | 24,6 km² (64 % del total)            | 64 % del total                       | 83 % del total                       |
| Jan Yunis      | 70,2 km²                   | 33,5 km² (48 % del total)            | 61 % del total                       | 82 % del total                       |
| Rafah          | 40,3 km²                   | 19,5 km² (48 % del total)            | 57 % del total                       | 74 % del total                       |

Un análisis de imágenes vía satélite realizado en conjunto por la FAO y UNOSAT descubrió a finales de 2024 que el porcentaje de terrenos agrícolas totalmente destruidos o dañados por el ejército israelí alcanzaba ya el 75% del total. Por esa época, la FAO calculaba que solo quedaba el 36% de las ovejas y el 39% de las cabras productoras de leche, y que incluso estos animales restantes se estaban muriendo por inanición. En abril de 2025, la FAO calculaba ya los terrenos agrícolas arrasados por el ejército israelí en un 83% del total.

### Restricciones y bloqueos de ayuda humanitaria

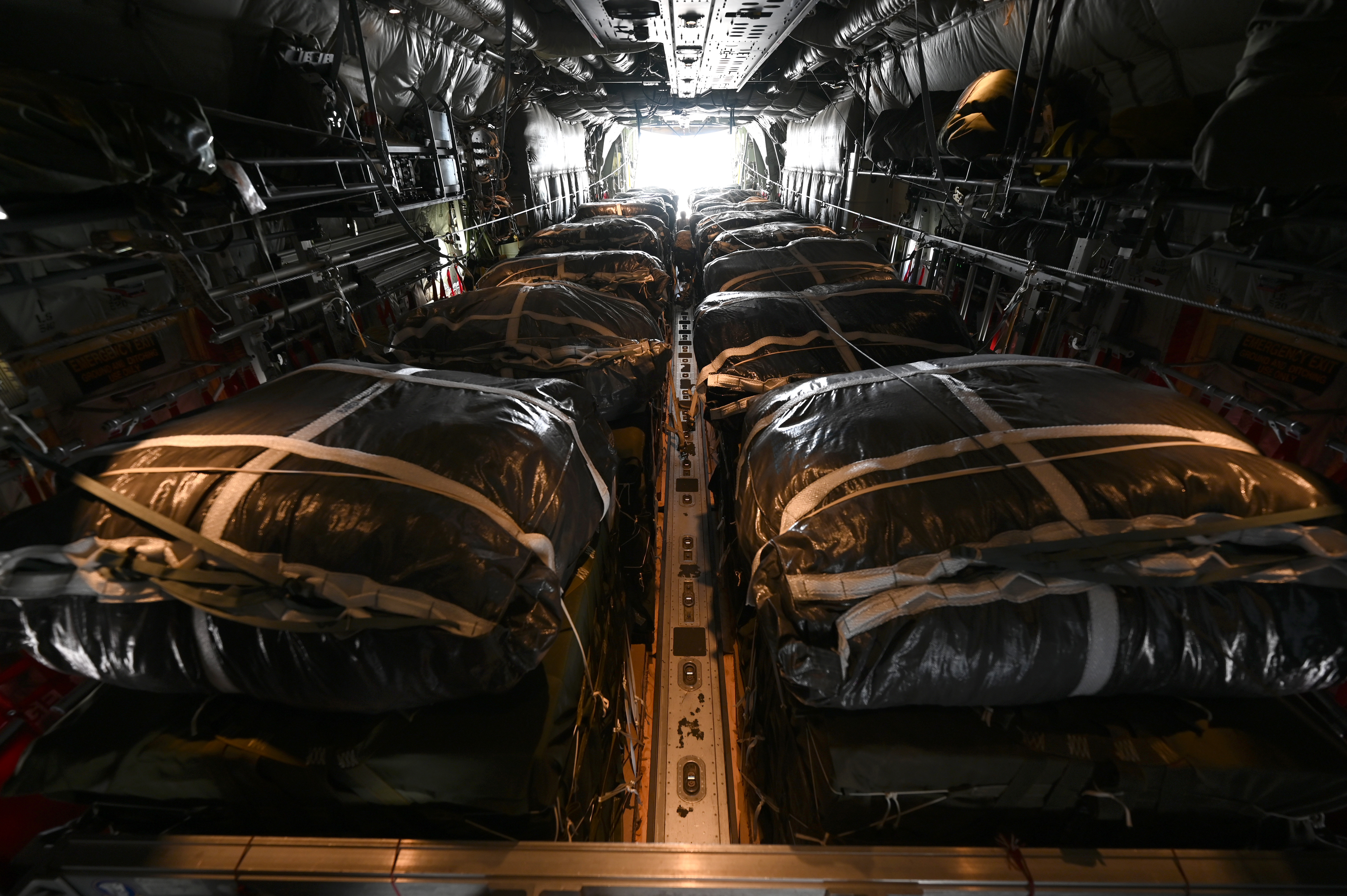
Imagen del lanzamiento aéreo de ayuda estadounidense sobre Gaza. El lanzamiento fue calificado de «ineficaz» por Oxfam y de «simbólico» por un ex director de USAID.

Los principales problemas para el reparto adecuado de ayuda humanitaria son los largos procesos de inspección en la frontera, la destrucción de la infraestructura gazatí (carreteras, almacenes, etc.), la distribución en zonas de guerra activa (incluidos ataques directos de las fuerzas israelíes a personas que trataban de acceder a la ayuda humanitaria) y la inseguridad en determinadas zonas de la Franja de Gaza. 

#### Gestión israelí de los pasos fronterizos
Un total de 109 agencias humanitarias han acusado directamente a Israel como el causante de la hambruna por su bloqueo deliberado y continuo de la ayuda humanitaria en los pasos fronterizos. Estas organizaciones han denunciado que «justo en las afueras de Gaza, en almacenes, e incluso dentro de la propia Gaza, toneladas de alimentos, agua potable, suministros médicos, artículos de cobijo y combustible permanecen intactos, con las organizaciones humanitarias bloqueadas para acceder a ellos o entregarlos. (...) Las restricciones, los retrasos y la fragmentación del gobierno de Israel bajo su asedio total han generado caos, hambruna y muerte».
El lento, restringido y confuso proceso de inspección al que las autoridades israelíes someten los envíos de ayuda humanitaria en cualquiera de los pasos fronterizos, que incluye «trabas burocráticas, límites a los puntos de entrada, inspecciones minuciosas y un criterio arbitrario sobre los objetos que permiten entrar», ha hecho disminuir de manera significativa el número de camiones que entran en la Franja de Gaza cada día. En palabras de Oxfam, Israel está «dirigiendo un sistema de inspecciones disfuncional y exiguo que mantiene la ayuda humanitaria atascada, sujeta a procedimientos burocráticos onerosos, repetitivos e impredecibles que están contribuyendo a que los camiones se queden varados en colas enormes de unos 20 días de media».
El 9 de enero de 2024, la ONG israelí Gisha informó de que sólo 6000 camiones de ayuda habían entrado en Gaza desde el 7 de octubre, el equivalente a doce días de ayuda antes del inicio del conflicto. El coronel Moshe Tetro, que dirige la unidad israelí que supervisa las entregas de ayuda humanitaria, afirmó que no había escasez de alimentos en Gaza y que las reservas existentes eran suficientes. Otro funcionario israelí declaró: «No olviden que se trata de la población árabe de Gaza, en cuyo ADN se encuentra el atesorar cosas, especialmente alimentos». El 9 de enero, UNRWA denunció que los 5625 camiones de ayuda humanitaria que habían entrado en la Franja de Gaza desde el inicio de la guerra suponían tan solo el 8% de las necesidades de la población gazatí.
Arif Husain, economista jefe del Programa Mundial de Alimentos, declaró el 24 de enero que sólo entre el 20% y el 30% de la ayuda humanitaria necesaria estaba entrando en la Franja. Ese mismo día, diversos funcionarios declararon que el empeoramiento de la crisis se debía en parte a la cantidad limitada de ayuda que se permitía ingresar a Gaza, y Cindy McCain denunció que «la gente en Gaza corre el riesgo de morir de hambre a pocos kilómetros de camiones llenos de alimentos». El 10 de febrero, UNRWA denunció que un cargamento donado por Turquía con más de mil contenedores de arroz, harina, garbanzos, azúcar y aceite para cocinar se encontraba retenido ya varias semanas en el puerto israelí de Asdod, y apuntó que con esa carga se podría alimentar a más de un millón de personas durante un mes. La ONU afirmó que las entregas de ayuda se habían reducido a la mitad en febrero con respecto al mes anterior. El 28 de febrero, la jefa de USAID, Samantha Power, afirmó que hacía falta que más ayuda entrase en la Franja de Gaza y calificó la situación como «una cuestión de vida o muerte».
El 1 de marzo, The New York Times informó de que la entrada de ayuda humanitaria a la Franja de Gaza se había reducido en más de un 30% en febrero. El martes 19 de marzo, unos 1200 camiones de ayuda humanitaria estaban esperando en la ciudad egipcia de El Arish a que las autoridades israelíes les concediesen permiso de paso. El 21 de marzo, el ministro de Asuntos Exteriores británico, David Cameron, explicó que Israel cerraba el paso de Kerem Shalom a la entrada de ayuda humanitaria debido al Sabbat. También comentó que algunos camiones de ayuda humanitaria británica llevaban unas tres semanas esperando la aprobación israelí para poder acceder a la Franja de Gaza, tras lo que explicó que «los principales obstructores [de ayuda humanitaria] siguen siendo las negativas arbitrarias del gobierno de Israel y los largos procedimientos de autorización, incluidas múltiples revisiones y estrechos márgenes de apertura durante las horas de luz». El 19 de marzo, Oxfam denunció que en febrero hubo una reducción del 44% en el número de camiones de ayuda humanitaria a los que Israel permitió acceder a la Franja de Gaza. También denunció que las autoridades israelíes «rechazan ayuda humanitaria de manera rutinaria y arbitraria por tener un "doble uso"», entre los que citó filtros para el agua o paneles solares, combustible, tuberías, linternas o suministros médicos. Otros productos que han sido rechazados en la frontera han sido anestesias, catéteres cardiacos, equipos de comprobación química de la calidad del agua, muletas, kits de maternidad, bombonas de oxígeno, herramientas quirúrgicas, equipos de ultrasonido, sillas de ruedas y máquinas de rayos X.
Durante la primera mitad de marzo, la entrada de alimentos a la Franja de Gaza fue menos de la mitad de la que el Programa Mundial de Alimentos calcula como mínima para abastecer a la población. El 24 de marzo, un responsable de la Media Luna Roja egipcia se lamentó de que «ahora tenemos unos 800 camiones preparados, pero están esperando en el lado egipcio de la frontera porque seguimos afrontando una situación muy difícil con las inspecciones en el costado de Israel, que realiza un proceso muy largo y complejo destinado solo a demorar la entrada de ayuda». En torno al 70% de la carga de esos camiones era comida. Además de esos 800 camiones que esperaban a las puertas del paso de Rafah, otros 1000 más se encontraban en la cercana ciudad de Ismailia y otros 400 en un aparcamiento cercano, además de varios almacenes llenos de comida y tiendas de campaña en El Arish. El 29 de marzo, en el curso de su investigación contra Israel por genocidio, la Corte Internacional de Justicia ordenó a las autoridades israelíes que permitiesen el acceso de ayuda alimentaria en la Franja de Gaza «sin restricciones».
El 3 de abril de 2024, World Central Kitchen indicó que el total de suministros que entraban desde octubre en la Franja suponía apenas una media del 41% de las calorías diarias necesarias para una persona. El 4 de abril, Israel prometió abrir el paso de Erez y el puerto de Ashdod para facilitar el acceso de ayuda humanitaria al norte de la Franja de Gaza. Sin embargo, cinco días después, los medios informaban de que ambos puntos estratégicos seguían cerrados por las autoridades israelíes. Según The New York Times, el frecuente descuadre entre las cifras de camiones citadas por Israel y las citadas por las organizaciones humanitarias dentro de la Franja de Gaza se debe a que, en el proceso de inspección, Israel exige que los camiones vayan solo a media carga, tras lo cual la ayuda humanitaria se traslada al otro lado de la frontera y se carga en los camiones hasta el total de su capacidad.
A finales de julio de 2025, cuando comenzaron a multiplicarse las muertes por la hambruna, la televisión pública israelí Kan reveló que el ejército de su país había quemado o enterrado el contenido de cerca de mil camiones de ayuda humanitaria que habían caducado o se habían deteriorado de tanto esperar en los pasos fronterizos. Por su parte, el Programa Mundial de Alimentos denunció que unas 116.000 toneladas de comida esperaban en los almacenes de los puestos fronterizos sin permiso para acceder a la Franja.
La responsable de ayuda humanitaria del gobierno estadounidense, Samantha Power, ha dejado claro que Israel será la principal responsable de la hambruna si no mejora el acceso de ayuda humanitaria. Por su parte, la Oficina de Naciones Unidas para la Coordinación de Asuntos Humanitarios ha dejado claro que «las autoridades israelíes han socavado la capacidad de nuestros equipos para brindar asistencia humanitaria genuina y basada en el principio de que llegue a los grupos más vulnerables».
|              |        |            |        |        |        |        |       |       | 10/23 | 11/23 | 12/23 |
| ------------ | ------ | ---------- | ------ | ------ | ------ | ------ | ----- | ----- | ----- | ----- | ----- |
|              |        |            |        |        |        |        |       |       | 0     | 9.835 | 6.183 |
| 01/24        | 02/24  | 03/24      | 04/24  | 05/24  | 06/24  | 07/24  | 08/24 | 09/24 | 10/24 | 11/24 | 12/24 |
| 34.751       | 34.311 | 56.008     | 72.285 | 27.311 | 13.573 | 12.023 | 4.759 | 5.161 | 3.406 | 6.117 | 3.103 |
| 01/25        | 02/25  | 03/25      | 04/25  | 05/25  | 06/25  | 07/25  |       |       |       |       |       |
| 810 + 15.000 | 30.000 | 15.000 + 0 | 0      | 19.153 | 37.103 | 37.906 |       |       |       |       |       |

##### Cierre del paso de Rafah
El 5 de mayo, Israel respondió a un ataque de Hamás contra la localidad de Kerem Shalom cerrando el paso fronterizo cercano y dejando abierto únicamente el paso de Rafah, que tiene una menor capacidad logística, por lo que la cantidad de ayuda humanitaria que podía pasar se redujo. Dos días después, en el curso de su ofensiva contra Rafah, los tanques israelíes llegaron hasta el paso de Rafah y lo clausuraron. Unido a la clausura del paso de Kerem Shalom dos días antes, este hecho llevó a la alarma de las organizaciones humanitarias, que alertaron de que ambos pasos debían abrir de inmediato para no deteriorar aún más la crisis humanitaria. El portavoz de OCHA denunció que, con los cierres de los pasos fronterizos de Rafah y Kerem Shalom, «las dos principales arterias para la entrada de ayuda humanitaria en la Franja de Gaza están ahora mismo obstruidas». Ese día, Israel anunció la reapertura del paso de Kerem Shalom, aunque el director de comunicaciones de UNRWA declaró que a mediodía aún no había pasado ningún camión; el paso de Rafah continuó cerrado.
El 9 de mayo, el rechazo egipcio a la ofensiva israelí sobre Rafah llevó a este país a negarse a colaborar con Israel en la reapertura del paso de Rafah, lo que provocó que permaneciese cerrado. El 13 de mayo, el paso de Rafah seguía cerrado y el de Kerem Shalom presentaba serios problemas de abastecimiento, por un lado debido a los enfrentamientos activos en la zona y, por otro, por los ataques de colonos israelíes a los convoyes de ayuda humanitaria en su camino desde Jordania. El 15 de mayo, un portavoz de OCHA explicó que, debido al cierre del paso fronterizo de Rafah y a los combates cercanos al paso de Kerem Shalom, «no quedan tiendas en los almacenes humanitarios. No hay reservas de comida del Programa Mundial de Alimentos o de UNRWA al sur [de la Franja]». Ese día, solamente 54 camiones de ayuda humanitaria entraron en la Franja de Gaza (todos a través del norteño paso de Erez), mientras la ONU calculaba que hacían falta unos 500 camiones diarios para abastecer a la población. A finales de mayo, The New York Times explicaba que de los 500 camiones que entraban cada día en la Franja antes de la guerra, la media durante el conflicto se redujo a tan solo 119 camiones diarios, menos de un 25% de lo requerido. El 24 de mayo, la ofensiva israelí continuaba reduciendo el acceso de ayuda humanitaria a la Franja y OCHA denunció que tan solo 906 camiones habían entrado en la Franja desde el inicio de la misma el 7 de mayo. El 10 de junio, la Media Luna Roja palestina criticó el «castigo colectivo» que suponía que el paso de Rafah estuviese ya un mes cerrado frente a una población con «niveles graves de hambruna».

#### Denegación de acceso al norte de la Franja
Ya el 4 de enero, la ONU denunció que llevaba tres días sin poder suministrar ayuda humanitaria en el norte de la Franja de Gaza debido a la denegación de acceso, los retrasos y los propios combates. El 12 de enero, la Oficina de Naciones Unidas para la Coordinación de Asuntos Humanitarios (OCHA) denunció que las autoridades israelíes seguían negando sistemáticamente la entrada de ayuda humanitaria al norte de la Franja. El 24 de enero, OCHA acusaba a Israel de «negar sistemáticamente» la entrada de ayuda humanitaria al norte de esta región palestina.
El 29 de enero, OCHA denunció que Israel denegaba cada vez con mayor asiduidad el permiso para llevar ayuda humanitaria al norte de la Franja de Gaza, y que en enero había planteado 51 misiones humanitarias, de las que veintinueve fueron denegadas y solo ocho permitidas, mientras que el resto fueron pospuestas o solo parcialmente facilitadas. En concreto, el permiso para las misiones de suministro de hospitales era frecuentemente denegado. También denunciaron que las veintidós solicitudes para abrir antes los puestos de control israelíes a fin de facilitar el acceso de ayuda humanitaria al norte de la Franja fueron rechazadas.
El Programa Mundial de Alimentos declaró el 2 de febrero que los israelíes rechazaban abrumadoramente las solicitudes de acceso de ayuda humanitaria al norte de Gaza. El 14 de febrero, la Organización Mundial de la Salud acusó a Israel de impedir el reparto de ayuda humanitaria en la Franja de Gaza y explicó que menos de la mitad de las solicitudes de permiso para distribuir ayuda eran aceptadas por el ejército israelí. El 6 de marzo, el Programa Mundial de Alimentos denunció que fuerzas israelíes habían negado el paso a un convoy de ayuda humanitaria de catorce camiones que se dirigía al norte de la Franja de Gaza. El portavoz de la Oficina de Naciones Unidas para la Coordinación de Asuntos Humanitarios denunció que Israel «no puede afirmar que cumple» el derecho internacional mientras bloquea el flujo de ayuda humanitaria de UNRWA al norte de la Franja. El 9 de abril, tanto OCHA como UNRWA denunciaron que la mitad de los convoyes de ayuda humanitaria destinados al norte de la Franja de Gaza en marzo fueron bloqueados por el ejército israelí.

#### Inseguridad y saqueos
La desaparición de Hamás de determinadas zonas de la Franja de Gaza y la negativa de Israel a actuar como policía de los territorios ocupados hicieron que creciese la inseguridad y que determinados grupos de criminales se hiciesen con el control de la ayuda humanitaria. Según el enviado especial de Estados Unidos para la ayuda humanitaria, David Satterfield, los ataques israelíes contra la policía gazatí estaban haciendo casi imposible distribuir la ayuda una vez que entraba en la Franja de Gaza, ya que suelen ser las fuerzas de seguridad las que normalmente protegen la ayuda de las poblaciones hambrientas.
De hecho, algunos palestinos denunciaron a la CNN en febrero de 2024 que la ayuda humanitaria se estaba revendiendo en el mercado negro y que los paquetes que recibían ya estaban abiertos. El 21 de febrero, el Programa Mundial de Alimentos suspendió el envío de convoyes al norte de la Franja de Gaza por problemas de seguridad, ya que «multitudes de gente hambrienta» rodeaban los camiones y trataban de obtener algo de comida de ellos. La inseguridad y el caos provocados por la guerra supusieron que numerosos cargamentos de ayuda humanitaria descargados en el muelle provisional estadounidense no llegasen a ser distribuidos al no haber rutas seguras para su transporte.
El 18 de noviembre, un convoy de 109 camiones de ayuda humanitaria fue asaltado y saqueado poco después de entrar en la Franja de Gaza, en el que fue el peor ataque de este tipo en toda la guerra, pues se perdieron un total de 98 camiones. El convoy fue obligado por las fuerzas israelíes a cambiar «en el último momento» la hora y la ruta del convoy, obligándole a internarse en una ruta desconocida, tras acceder por el paso de Kerem Shalom. La UNRWA culpó a Israel como «potencia ocupante» de no «garantizar la entrega segura» de ayuda, según el derecho internacional humanitario.
Tras el bloqueo israelí de la primera parte de 2025, la entrada de la escasa ayuda humanitaria que Israel dejaba entrar en la Franja se enfrentaba a constantes saqueos. El 23 de mayo, un ataque israelí mató a seis guardias que custodiaban la entrada de ayuda humanitaria a la Franja de Gaza. Ese mismo día, el Programa Mundial de Alimentos denunció que quince camiones de harina destinados a sus almacenes habían sido saqueados. El 26 de mayo, Hamás anunció que había ejecutado a cuatro personas por saquear camiones de ayuda humanitaria, y que otras siete estaban en busca y captura. Poco después, el portavoz del secretario general de la ONU, Stéphane Dujarric, denunció que había 600 camiones de ayuda humanitaria en el lado palestino del paso de Kerem Shalom que no podían llegar a los puestos de distribución de alimentos por la inseguridad reinante.
El 28 de mayo de 2025, el jefe de la OCHA denunció que «Israel ha afirmado públicamente que la ONU y las ONGs están desviando la ayuda humanitaria hacia Hamás. Pero esto no soportaría el más mínimo escrutinio. Los robos reales de ayuda humanitaria desde el comienzo de la guerra han sido llevados a cabo por bandas criminales bajo la vigilancia de las fuerzas israelíes, que les permitieron operar cerca del paso de Kerem Shalom». De hecho, a comienzos de junio de 2025 se desveló una relación directa entre las fuerzas israelíes y estas bandas de saqueadores. Varios diarios israelíes comentaron la aparición de una banda criminal yihadista contraria a Hamás denominada Servicio Antiterrorista, que estaba directamente armada y financiada por Israel. El líder de esta banda de unos trescientos miembros, Yasser abu Shabab, es el jefe de un clan beduino establecido en Rafah que se identifica con el Estado Islámico y con el ideario salafista, y que prosperó durante la guerra mediante el saqueo de convoyes de ayuda humanitaria. Israel le encargó a esta banda el control de los nuevos convoyes en el sur de la Franja y la vigilancia de las zonas de reparto en la zona de Rafah.
La Agencia de los Estados Unidos para el Desarrollo Internacional (USAID) desveló el 25 de julio de 2025 que, tras un análisis interno, no había encontrado prueba alguna de que Hamás hubiese incautado parte de la ayuda humanitaria que accedía a la Franja. Tras analizar 156 incidentes de pérdida o sustracción de ayuda humanitaria entre octubre de 2023 y mayo de 2025, no encontró pruebas de la mayoría de los autores y dictaminó que «no hay informes que digan que Hamás» se haya beneficiado de los envíos. En cambio, ese mismo informe descubrió que, en al menos 44 de los 156 casos analizados, la ayuda humanitaria había sido saqueada «directa o indirectamente» por las acciones del ejército israelí; en 63 de los casos se atribuía a «criminales desconocidos», en 35 a «personas armadas», en 25 a «personas desarmadas», en 11 casos a las acciones directas del ejército israelí, en otras 11 a «contratistas corruptos», en 5 a «personal humanitario corrupto» y en seis a otras categorías.
En línea con lo afirmado por USAID el día anterior, The New York Times publicó un artículo el 26 de julio en el que cuatro oficiales israelíes confesaban que no hay ninguna prueba de que Hamás haya robado o asaltado camiones de ayuda humanitaria de la ONU de manera sistemática. De hecho, estos oficiales admitían que el sistema de distribución de ayuda humanitaria de la ONU es el más seguro posible, dado que tiene sus propias redes de envío, transporte y entrega, a diferencia de ONGs más pequeñas que tienen que subcontratar estos servicios a trabajadores locales más susceptibles de colaborar con Hamás.

#### Fundación Humanitaria de Gaza
Tras más de dos meses de bloquear completamente la entrada de alimentos a la Franja de Gaza, y cuando las propias autoridades israelíes estaban alertando de la inminente hambruna de grandes partes de la población gazatí, Israel implementó a finales de mayo de 2025 un nuevo sistema de reparto de alimentos basado en varias empresas de seguridad privadas y en una ONG de reciente creación llamada Fundación Humanitaria de Gaza (FHG), ideada y promovida por las propias autoridades israelíes. El sistema israelí supuso la instalación de cuatro centros de distribución de comida asegurados por el ejército israelí y manejados por contratistas estadounidenses, todos ellos en el sur (en Tell al-Sultan, Rafah y Jan Yunis) o centro de la Franja (el conocido como Wadi Gaza o corredor Netzarim). El día antes de que entrase en funcionamiento, el presidente de la organización dimitió alegando que la manera en la que iba a operar no se adhería «a los principios humanitarios de humanidad, neutralidad, imparcialidad e independencia».
El propio funcionamiento del sistema de la FHG estaba lleno de problemas que fueron denunciados rápidamente por numerosas fuentes. Tanto la ONU como el resto de organizaciones humanitarias presentes en el terreno anunciaron que boicotearían la iniciativa israelí porque suponía una serie de violaciones del derecho internacional humanitario: reemplazaría los cuatrocientos de puntos de distribución de la ONU por tan solo cuatro centros de FHG; no podría hacer llegar los alimentos a los más necesitados dado que habría que caminar varios kilómetros para llegar a los centros de distribución; y promovería el desplazamiento interno y la limpieza étnica del norte de la Franja de Gaza, donde no se había dispuesto ningún centro de entrega de alimentos. Por ejemplo, desde la ciudad más poblada de toda Palestina, Gaza, quedaba a más de doce kilómetros a pie del centro de distribución de alimentos más cercano.
Jonathan Whittall, un alto cargo de las agencias humanitarias de la ONU, calificó esta ONG como «un ataque a la dignidad humana», y explicó que «uno de estos centros [de la FHG] está cerca del lugar donde las fuerzas israelíes asesinaron y enterraron en una fosa común a quince socorristas. Para mí, este es un símbolo grotesco de cómo la vida en Gaza, y lo que la sustenta, está siendo borrada y controlada. El mensaje que se está enviando a través del establecimiento de estos centros militarizados parece ser que en Gaza la supervivencia es un privilegio, concedido solo a aquellos que cumplen un plan militar que ha sido descrito por un ministro israelí como "conquistar, despejar y quedarse"». Por su parte, el portavoz de una de las ONGs que ya estaban trabajando en Gaza, ActionAid, declaró que «la ayuda humanitaria que se usa para enmascarar la continuación de la violencia no es ayuda, es de hecho una máscara humanitaria para una estrategia militar de control y desposesión».
El 27 de mayo de 2025, primer día de reparto de alimentos en el centro de la FHG en Rafah, se produjo una avalancha de personas hambrientas que asaltaron los almacenes, lo que llevó a que el personal de la organización huyera de los mismos. Los disparos del ejército israelí, encargado de asegurar el perímetro de la zona, mataron al menos a una persona e hirieron a otras 48 más. Un helicóptero israelí disparó contra la multitud que huía. Jonathan Whittall denunció que «ayer vimos decenas de miles de personas desesperadas —bajo fuego— asaltar un punto de distribución militarizado establecido sobre las ruinas de sus hogares». De ahí en adelante, la distribución de comida por parte de la FHG se convirtió en un caos y en una «trampa mortal» en palabras del director de UNRWA.
Los puestos solo permanecen abiertos unos minutos al día; por ejemplo, el llamado punto de reparto saudí abrió una media de once minutos al día durante junio. Además, mientras que los primeros diez días de funcionamiento se anunciaba la apertura de los centros con horas de antelación, a partir del 19 de junio se anunciaba apenas unos minutos antes de la apertura. El 15 y el 23 de junio se anunció el cierre de los centros antes incluso de que abrieran. A partir de julio, dejó de anunciarse directamente la apertura para limitar la información al cierre de los puestos. Por otro lado, los palestinos que tratan de recibir la comida deben caminar y hacer cola durante kilómetros en zonas de las que el propio ejército ha expulsado a la población civil. Algunas colas, como la del centro de distribución de Rafah, superan los cinco kilómetros de longitud, mientras que la del corredor Netzarim es de unos cuatro kilómetros. Además, la ubicación de los centros de distribución (tres en el sur  y uno en el centro de la Franja -el de Wadi Gaza o el corredor Netzarim) suponen que los habitantes de las localidades norteñas de la Franja, como Jabalia, tengan que caminar hasta cuatro horas para llegar hasta ellos, y que los habitantes de la capital estén a tres horas de camino de dichos centros. En ocasiones, solamente uno de los centros de distribución abre cada día.
Las masacres contra la población que iba a recoger comida continuaron diariamente durante los meses posteriores. En total, desde su apertura el 27 de mayo hasta el 3 de agosto, al menos 1.487 civiles palestinos murieron y más de diez mil resultaron heridos tratando de recoger comida de los puntos de distribución de la FHG.

### Otros problemas

#### Manifestaciones en la frontera
El 25 de enero, un grupo de manifestantes israelíes detuvieron la entrada de unos 100 camiones de ayuda humanitaria por el paso de Kerem Shalom y los obligaron a retirarse y buscar acceso por el paso de Rafah. El 28 de enero, la ONU denunció que las protestas israelíes a la entrada del paso de Kerem Shalom habían impedido la entrada de camiones con harina, comida, artículos de higiene, tiendas de campaña durante dos días. Israel declaró el paso de Kerem Shalom como «zona militar cerrada» para evitar dichas protestas. Sin embargo, el 6 de febrero, un grupo de activistas israelíes volvieron a bloquear la entrada de ayuda humanitaria a la Franja de Gaza por el paso de Kerem Shalom. El 9 de febrero, el acceso de ayuda humanitario se vio bloqueado por manifestantes israelíes en el paso de Nitzana, mientras que las autoridades israelíes cerraron por su propia cuenta el de Kerem Shalom. También se han registrado manifestaciones contra la distribución de ayuda humanitaria en el puerto de Asdod.

#### Corte de la financiación de UNRWA
A mediados de enero, un total de 18 países anunciaron que cortarían la financiación a la principal distribuidora de ayuda humanitaria en la Franja de Gaza, UNRWA, debido a las acusaciones que Israel lanzó contra 13 de sus 30.000 empleados, a quienes vinculó con Hamás. Human Rights Watch declaró que esta decisión conllevaba el riesgo de acelerar la hambruna. El 8 de febrero, Human Rights Watch volvió a criticar la retirada de fondos de UNRWA, a la que calificaron como «el principal canal humanitario hacia Gaza», ante los «crecientes riesgos de hambruna y la orden vinculante de la Corte Penal Internacional en el caso contra Israel por genocidio».

#### Inflación
La destrucción israelí de las zonas agrícolas, los almacenes de alimentos y las panaderías y molinos de la Franja de Gaza causó un aumento de los precios. Por ejemplo, a comienzos de febrero de 2024, una bolsa de 25 kilogramos de harina pasó de 20 a 34 dólares después de la intensificación de los ataques aéreos israelíes en Jan Yunis.  La situación se volvió mucho más crítica en abril y mayo de 2025, cuando los precios en la Franja de Gaza aumentaron su valor un 50% con respecto a marzo y un 740% con respecto a febrero, cuando todavía se mantenía el alto el fuego. Un saco de harina de cinco kilos pasó a costar entre 130 y 150 dólares, y uno de 25 kilos alcanzó los 500 euros en la ciudad de Gaza. En el norte de la Franja, el precio de la bolsa de cinco kilos llegó hasta los 200 dólares, mientras que un kilo de azúcar se tenía que pagar a 30 dólares, uno de arroz a 40 dólares y uno de tomates o patatas a 10 dólares. En cuanto a la comida específica para recién nacidos, la fórmula para lactantes se vendía por un precio diez veces superior al habitual a comienzos de julio de 2025: a 50 dólares la lata cuando antes de la guerra costaba solamente cinco.
Además, la inestabilidad en el suministro de comida supone enormes fluctuaciones de los precios de un día a otro. Por ejemplo, un saco de 25 kilogramos de harina valía 768,5 euros el 20 de julio, bajó hasta los 192 euros el 27 de julio y subió hasta 288 euros el 30 de ese mes.
| Producto               | Precio en septiembre de 2023 | Precio en junio de 2025 | Cambio porcentual |
| ---------------------- | ---------------------------- | ----------------------- | ----------------- |
| 1 kg de azúcar blanco  | 0,77                         | 91,43                   | +11.810,11%       |
| 50 kg de harina        | 23,34                        | 522,3                   | +2.137,79%        |
| 1 kg de café           | 10,79                        | 239,79                  | +2.122,34%        |
| 2 kg de huevos         | 3,42                         | 92,32                   | +2.599,42%        |
| 1 kg de pollo          | 4,1                          | 78,2                    | +1.807,32%        |
| 1 kg de cebollas secas | 0,93                         | 61,64                   | +6.527,96%        |
| 1 kg de tomates        | 0,51                         | 25,88                   | +4.984,75%        |
| 1 kg de pepinos        | 0,51                         | 12,08                   | +2.272,88%        |
| 1 kg de manzanas       | 1,25                         | 35,9                    | +2.772,00%        |
| 1 kg de patatas        | 0,66                         | 20,66                   | +3.030,30%        |
| 1 barra de jabón       | 0,51                         | 8,63                    | +1.594,92%        |
| 40 pañales             | 7,43                         | 128,52                  | +1.630,55%        |
| 1 litro de gasolina    | 1,74                         | 64,11                   | +3.584,48%        |
| 1 bombona de gas       | 18,27                        | 846,31                  | +4.532,24%        |

#### Bloqueo deliberado de alimentos
El 13 de febrero de 2024, el ministro de Finanzas israelí, Bezalel Smotrich, bloqueó un envío de harina financiado por Estados Unidos a Gaza y afirmó que lo había hecho «en coordinación con el primer ministro». El asesor de seguridad nacional de la Casa Blanca, Jack Sullivan, confirmó que Israel estaba bloqueando la entrada de harina a Gaza. El 14 de febrero, el Financial Times informó de que un envío de ayuda que podría haber alimentado a más de un millón de personas durante un mes había sido bloqueado en el puerto israelí de Ashdod, y que el gobierno israelí afirmaba que los alimentos no serían entregados. El 24 de mayo, Oxfam exigió a Israel que «termine el estrangulamiento de los canales humanitarios, permitiendo a los 4500 camiones retenidos en El Arish alcanzar a una población desesperadamente necesitada de comida, agua y medicinas». Desde el 18 de marzo de 2025, Israel no permite la entrada de ningún alimento en la Franja de Gaza.

#### Ineficacia de los envíos aéreos y marítimos

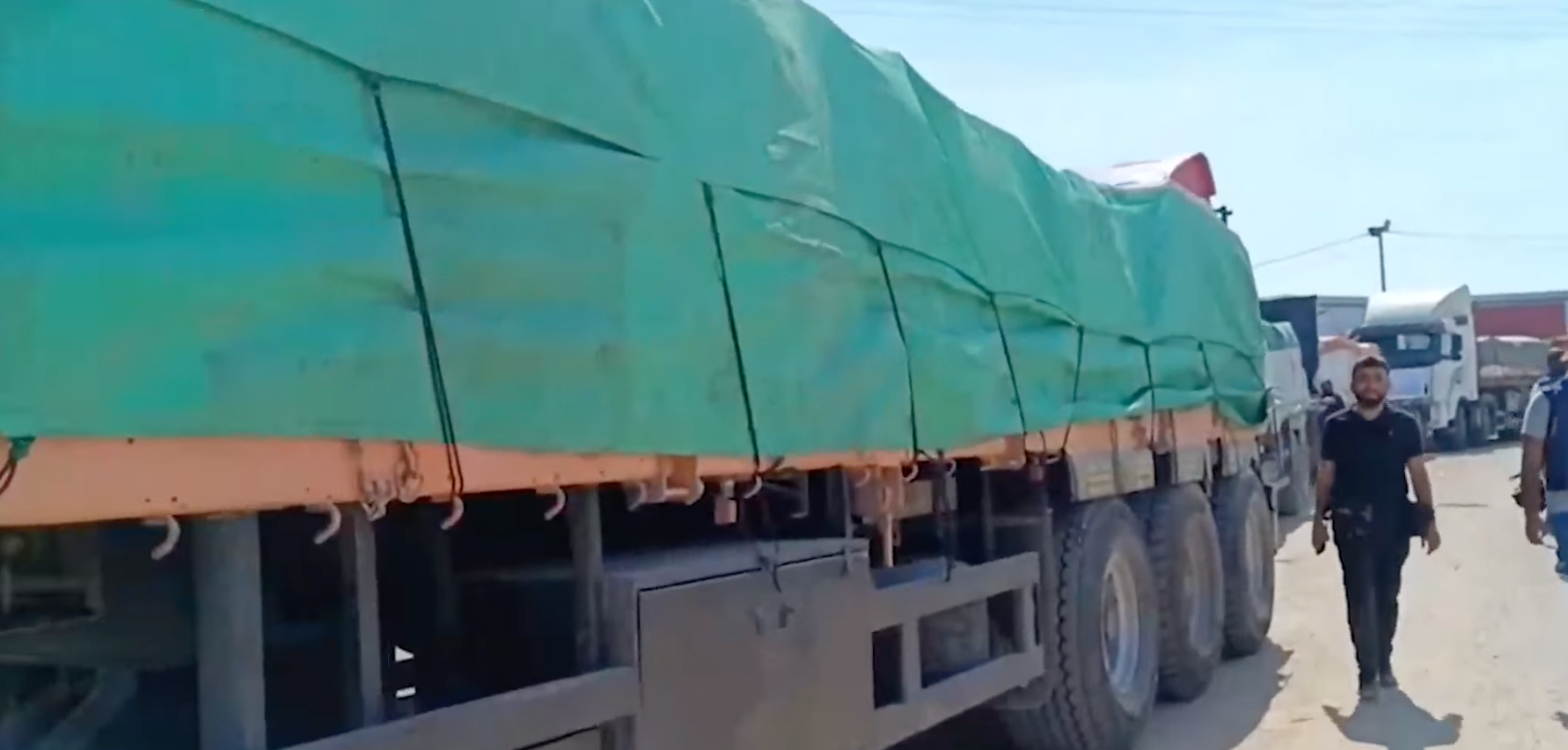
Camión de ayuda humanitaria en la Franja de Gaza.

Ante la enorme dificultad para enviar ayuda humanitaria al norte de la Franja de Gaza por carretera, algunos países optaron por lanzar dicha ayuda desde el aire. Sin embargo, la entrega por aire supone un porcentaje mínimo del que realmente se podría entregar por tierra, y resulta mucho más caro, ineficiente e incluso peligroso. De hecho, la ayuda humanitaria enviada por aire durante los primeros 21 meses de la guerra supuso solamente cuatro días de comida para la población gazatí.
El 22 de febrero, el Reino Unido y Jordania lanzaron suministros desde el aire para tratar de abastecer de medicinas, combustible y alimentos al hospital Tal al-Hawa, al norte de la Franja de Gaza. El 27 de febrero, por segundo día consecutivo, aviones de Jordania, Francia, Emiratos Árabes Unidos y Egipto lanzaron suministros a lo largo de la costa de la Franja de Gaza. Sin embargo, el total de dos toneladas de suministros lanzadas ese lunes eran menos de lo que podría transportar un solo camión de ayuda humanitaria.
El 2 de marzo, Estados Unidos anunció que comenzarían una operación para lanzar desde el aire ayuda alimentaria a Gaza. Algunos expertos calificaron los lanzamientos aéreos de Estados Unidos como insuficientes, simbólicos y un intento de lavar su mala imagen y afirmaron que harían poco para aliviar la extremadamente precaria situación alimentaria en Gaza. Tras el anuncio de Estados Unidos de que estaba iniciando el lanzamiento de ayuda humanitaria desde el aire y de que tenía prevista la construcción de un muelle temporal frente a la costa de Gaza, Michael Fakhri, Relator Especial de la ONU para el derecho a la alimentación, declaró: «El momento en que los países utilizan el lanzamiento desde el aire y esos muelles marítimos es, normalmente, si no siempre, en situaciones en las que se quiere llevar ayuda humanitaria a territorio enemigo».
El 8 de marzo, cinco civiles murieron en el campamento de refugiados de Shati como resultado de un cargamento de ayuda humanitaria lanzado desde el aire cuyo paracaídas no llegó a abrirse. La Comisión Europea, Emiratos Árabes Unidos, Chipre, Reino Unido y Estados Unidos anunciaron un plan para establecer un corredor marítimo de ayuda humanitaria desde el puerto de Lárnaca, en Chipre. La ONG española Open Arms sería la encargada de hacer el primer envío de ayuda durante el fin de semana, aunque su cargamento no excedía el de uno o dos camiones. Por su parte, Estados Unidos anunció la construcción de un muelle en la costa de la Franja para permitir la llegada de la ayuda. Sin embargo, algunos expertos en crisis humanitarias advirtieron de que el envío de ayuda por mar y aire nunca podrían compensar el que se realizaba por tierra antes del inicio de la guerra. Michael Fakhri, relator especial de la ONU sobre el derecho a la alimentación, criticó los esfuerzos estadounidenses para aumentar la ayuda humanitaria a Gaza, que calificó de métodos «absurdos» y «cínicos». Los lanzamientos aéreos en particular «harán muy poco para aliviar el hambre y la desnutrición, y no harán nada para frenar la hambruna».
El 15 de marzo llegó a las costas de Gaza un barco de ayuda humanitaria que había partido desde el puerto de Lárnaca, en Chipre. Al día siguiente, uno de los militares estadounidenses encargados del lanzamiento de ayuda humanitaria desde el aire lo calificó de «nimiedad». El 26 de marzo, doce personas se ahogaron mientras trataban de recoger ayuda humanitaria que había caído al mar por error; al parecer, se enredaron con las cuerdas de los paracaídas. Al día siguiente, España se unió a la lista de países que habían lanzado ayuda humanitaria desde el aire en el norte de la Franja de Gaza. El 14 de abril, un chico palestino de 13 años que había sido rescatado de los escombros tras un bombardeo israelí en noviembre (en el que murieron 17 miembros de su familia) murió por el impacto de un cargamento de ayuda humanitaria lanzado desde el aire. El 23 de abril, en Beit Lahia, los bombardeos israelíes causaron multitud de heridos entre un grupo de personas que se había reunido para recoger la ayuda humanitaria lanzada desde el aire.
El 9 de mayo, el lanzamiento de ayuda humanitaria por aire volvió a matar a dos palestinos, en este caso en el norte de la Franja, cuando uno de los paracaídas no se abrió y cayó sobre un almacén. El portavoz de la Oficina de Medios gazatí declaró: «pedimos la inmediata detención de la entrega de ayuda humanitaria de esta manera ineficaz y errónea, y llamamos a la plena activación de los pasos terrestres para hacer llegar ayuda humanitaria al norte de la Franja».
El 17 de mayo, Estados Unidos terminó la construcción e instalación del muelle flotante para facilitar la entrada de ayuda humanitaria por mar, aunque la Unión Europea exigió a Israel que «expanda las entregas de ayuda humanitaria por tierra y que abra inmediatamente pasos fronterizos adicionales», mientras que Samantha Power, presidenta de la Agencia de Desarrollo Internacional de los Estados Unidos, advirtió de que «cada momento que un paso fronterizo no está abierto, que los camiones no se están moviendo, o que la ayuda humanitaria no puede ser distribuida de una manera segura, aumenta los terribles costes humanos de este conflicto». El 24 de mayo, 59 camiones de ayuda humanitaria llegaron hasta los almacenes del Programa Mundial de Alimentos a través del muelle estadounidense, aunque otros 11 fueron interceptados y asaltados por la hambrienta población gazatí. Sin embargo, el 29 de mayo el muelle quedó inoperativo por una fuerte tormenta, tras lo que tuvo que ser remolcado al puerto de Asdod para su reparación.
El 9 de junio, el muelle flotante volvió a estar operativo tras varias semanas de parón, pero cinco días después, el 14 de junio, volvió a quedar inoperativo debido al oleaje, por lo que tuvo que ser retirado una vez más. Poco después, Estados Unidos anunció que cerraría definitivamente el muelle, que había implicado el trabajo de unos mil militares estadounidenses, había costado 230 millones de dólares y había estado operativo durante tan solo 25 días. El subcomandante del Comando Central de Estados Unidos explicó que, desde ese momento, la ayuda humanitaria pasaría a descargarse en el puerto israelí de Asdod.
A finales de julio de 2025, ante la creciente crisis generada por la hambruna, Israel anunció su intención de volver a permitir la entrega de suministros humanitarios aerotransportados. Mientras que el Reino Unido, Jordania y Emiratos Árabes Unidos anunciaron su disposición a realizar los envíos, UNRWA criticó la decisión declarando que este tipo de entregas aéreas son «caras, poco eficientes y pueden incluso matar a los civiles que están muriendo de hambre. Es una distracción y una cortina de humo», y añadiendo que «no van a cambiar el curso de la creciente hambruna». La directora de Oxfam declaró en ese sentido: «los envíos de ayuda humanitaria por aire son completamente inadecuados, peligrosos y deshumanizantes, un gesto y una distracción que en nada contribuye a asegurar que Israel cumpla con su obligación de evitar la hambruna». El 1 de agosto de 2025, España confirmó el lanzamiento de doce toneladas de alimentos, gestionadas por la AECID, sobre Gaza mediante un Airbus A400M Atlas y 34 paracaídas.
Al menos 17 palestinos han muerto por los lanzamientos aéreos de ayuda humanitaria; doce personas murieron ahogadas intentando recoger comida que había caído al mar y cinco más fueron aplastadas por las cajas de ayuda.

#### Otros motivos
El 10 de marzo, Israel dejó de expedir visados para los trabajadores extranjeros de las organizaciones de ayuda humanitaria en la Franja de Gaza.

## Ataques israelíes a civiles y convoyes
Según el Ministerio de Salud gazatí, más de 400 palestinos han muerto y 1.300 han resultado heridos por ataques israelíes cuando se disponían a recoger ayuda humanitaria. En los primeros meses de 2024 se multiplicaron los ataques de las fuerzas israelíes contra convoyes de ayuda humanitaria o contra personas que esperaban para recibirla, hasta el punto de que Al Jazeera definió dichos ataques como «un suceso casi diario». La mayor parte de los ataques tuvieron lugar en las dos principales rutas de acceso de ayuda humanitaria al norte de la Franja de Gaza: la carretera de Saladino o por una carretera costera que pasaba por la redonda Kuwait de la capital gazatí.
El 25 de enero de 2024, el ministerio de Sanidad de Gaza informó de que un ataque israelí había matado a 20 personas y herido a otras 150 que estaban esperando para recibir ayuda humanitaria. Israel bombardeó un camión cargado con alimentos que se dirigía hacia el norte de Gaza el 5 de febrero. El 6 de febrero, las fuerzas israelíes abrieron fuego contra personas que esperaban camiones de ayuda alimentaria en la ciudad de Gaza. OCHA declaró que era el quinto caso de ataques israelíes contra personas que esperaban ayuda humanitaria. El 18 de febrero se informó de múltiples casos de ataques de francotiradores israelíes contra civiles que buscaban asistencia humanitaria. El 20 de febrero, al menos un civil palestino murió por disparos israelíes mientras esperaba recibir ayuda humanitaria. En un artículo del 21 de febrero, CNN informó de que, según la documentación examinada tanto por la ONU como por esta cadena de televisión estadounidense, el 5 de febrero, un convoy humanitario de la ONU que transportaba alimentos fue atacado por el ejército israelí, tras lo que se le impidió ingresar en el norte de la Franja de Gaza. El ejército israelí bombardeó a un grupo de personas que se encontraban esperando a que llegasen camiones de comida a Gaza. Mató a diez personas e hirió a otras quince. También se documentó el asesinato por parte de soldados israelíes de una mujer que estaba buscando comida en una granja en Beit Lahia. OCHA denunció el 27 de febrero que «los convoyes de ayuda han sido atacados y se les niega sistemáticamente el acceso a las personas necesitadas». El 28 de febrero, fuentes médicas de Gaza informaron que tres personas habían muerto mientras esperaban ayuda en la calle al-Rashid.
El 29 de febrero, más de 118 personas que buscaban ayuda humanitaria murieron y más de 700 resultaron heridas en la masacre de harina, cuando el ejército israelí disparó contra una multitud de palestinos que se agolpaban en torno a varios camiones de ayuda humanitaria en la capital gazatí. Israel dijo en un primer momento que los muertos habían sido causados por un atropello de los camiones de ayuda humanitaria, pero después admitió que sus soldados habían disparado contra la multitud porque «se sintieron amenazados». Por su parte, un testigo presencial herido por un disparo declaró que los soldados abrieron fuego contra la gente que se aglomeraba en torno a los camiones de ayuda humanitaria, lo que hizo que la multitud se dispersara, pero al cesar los disparos volvieron a acercarse a los camiones para obtener comida y volvieron a dispararles, momento en el que los camiones aceleraron para salir de esa plaza y la estampida tuvo lugar. Las Naciones Unidas pidieron el 1 de marzo que se investigase el asesinato de civiles gazatíes mientras trataban de acceder a ayuda humanitaria, afirmando que se habían «registrado al menos catorce incidentes con disparos y bombardeos contra personas reunidas para recibir los tan necesitados suministros».
El 2 de marzo, soldados israelíes atacaron a cientos de civiles palestinos que hacían cola para recibir ayuda humanitaria en el suroeste de la Ciudad de Gaza, lo que causó al menos un muerto y veintiséis heridos. Se trataba de la misma ubicación en la que se había producido una masacre el jueves anterior, en la que murieron 117 personas en circunstancias muy similares. Ese mismo día, tres personas en Beit Hanoun murieron mientras recogían hierba para alimentarse. Al día siguiente, al menos nueve personas murieron mientras esperaban ayuda humanitaria en un ataque aéreo israelí en Deir el-Balah. Más tarde, ese mismo día, decenas de civiles murieron en un ataque israelí contra civiles que esperaban ayuda humanitaria en la rotonda Kuwait de Gaza. El 4 de marzo se informó de otro ataque en la rotonda Kuwait en el que, después de que miles de personas hubiesen estado esperando todo el día la llegada de ayuda humanitaria, los soldados israelíes abrieron fuego contra ellos tan pronto como llegaron los camiones.  Al día siguiente, las tropas israelíes volvieron a abrir fuego contra una multitud que se agolpaba para recoger ayuda humanitaria en la ciudad de Gaza. El 6 de marzo, ocho personas resultaron heridas después de que el ejército israelí disparara contra personas que buscaban ayuda humanitaria en la rotonda Nabulsi. Un día después, cinco personas murieron mientras esperaban ayuda en esa misma rotonda. El 8 de marzo, varias personas que buscaban ayuda humanitaria murieron a causa de disparos israelíes en la rotonda Kuwait. Hasta el 12 de marzo, Israel había matado a unas 400 personas que buscaban ayuda humanitaria en Gaza.Los ataques israelíes contra solicitantes de ayuda humanitaria fueron descritos como la «nueva normalidad» para los palestinos en el norte de Gaza.
De hecho, ese mismo 12 de marzo, en la plaza Kuwait de la capital gazatí, el ejército israelí mató a 9 personas e hirió a una veintena más mientras esperaban la llegada de un convoy de ayuda humanitaria. El 13 de marzo, al menos nueve solicitantes de ayuda fueron heridos a tiros por tropas israelíes en la rotonda de Kuwait. El 14 de marzo de 2024, las tropas israelíes dispararon contra palestinos que recibían ayuda en la rotonda de Kuwait, matando a 21 e hiriendo a más de 150. El 20 de marzo, un ataque israelí durante la madrugada mató a 24 personas que se habían congregado en la redonda Kuwait de la capital gazatí para facilitar una entrega de ayuda humanitaria; el ataque también destruyó varios camiones de ayuda presentes en el lugar. Nuevamente, dos tanques israelíes lanzaron una ráfaga de disparos contra personas que esperaban ayuda humanitaria en la redonda Kuwait y dejaron dos heridos críticos.
El 1 de abril, siete trabajadores de la organización humanitaria World Central Kitchen (WCK), del chef José Andrés, murieron «en un ataque aéreo de las Fuerzas de Defensa de Israel». Según informó la ONG «el equipo de WCK viajaba en una zona desescalada en dos vehículos blindados con el logo de la organización» cuando uno de ellos recibió el impacto de un misil lanzado por el Ejército de Israel. Este ataque hizo que la ONG cesará su labor humanitaria. El 10 de abril, soldados israelíes apostados en un puesto de control dispararon contra un convoy de Unicef que trataba de llevar ayuda humanitaria al norte de la Franja de Gaza.
El 8 de junio de 2024, un bombardeo masivo israelí en el campamento de Nuseirat con el objetivo de liberar a cuatro rehenes mató a 274 personas y destruyó algunas de las instalaciones del Programa Mundial de Alimentos en el centro de la Franja. El 23 de junio, ocho palestinos murieron por un ataque israelí contra un centro de distribución de ayuda humanitaria gestionado por UNRWA en la capital del enclave. Varios de ellos habían acudido al centro a pedir cupones de comida.
El 28 de mayo de 2025, una masa de gente hambrienta asaltó un almacén del Programa Mundial de Alimentos en la capital. Al menos cuatro personas murieron en el incidente, dos de ellas aplastadas en la avalancha y otras dos por heridas de bala. La Media Luna Roja palestina explicó que tuvieron que atender a varias mujeres y niños con heridas de bala. A finales de junio de 2025, un oficial de la división 252 del ejército israelí divisó a un grupo de gente esperando en una redonda la llegada de ayuda humanitaria y ordenó disparar directamente contra ellos. Murieron ocho personas.

### Ataques en los centros de la FHG
La instauración del reparto de comida por parte de la Fundación Humanitaria de Gaza, una ONG privada financiada y promovida por Israel, llevó a la muerte de docenas de palestinos mientras trataban de recoger comida. Los centros de la FHG abren solamente una hora al día, sin especificar cuando, y en ellos se concentran decenas de miles de personas desesperadas por recibir alimento. Diversos testimonios de oficiales y soldados israelíes confirmaron que las tropas tenían orden de disparar deliberada e indiscriminadamente contra civiles que hacían cola para recibir comida. Un soldado israelí declaró al diario Haaretz que tenían que disparar a todo el que se acercase a los centros de distribución de comida antes de la hora establecida, y que volvían a disparar contra ellos tras su cierre como un método de dispersión.
El 1 de junio, las tropas israelíes mataron al menos a 31 personas que hacían cola para recoger la comida. Al día siguiente, tres personas más fueron asesinadas y docenas resultaron heridas por disparos de las fuerzas israelíes cuando acudieron al centro de distribución. El 3 de junio, 27 personas más murieron y otras 90 resultaron heridas por disparos del ejército israelí cerca del centro de distribución de Rafah.  El hospital de campaña de la Cruz Roja en Rafah, con capacidad para sesenta personas, recibió ese día 184 personas provenientes del centro de distribución de la FHG, de las que 19 llegaron ya muertas y ocho más fallecieron a causa de las heridas. Del 4 al 7 de junio, los centros de distribución cerraron sus puertas.  El 8 de junio volvieron a abrir, y las tropas israelíes volvieron a matar a civiles palestinos, en este caso al menos a cuatro cerca del centro de distribución de Rafah. El hospital Al-Awda declaró haber recibido al menos un cadáver y 29 heridos por disparos israelíes, mientras que el Nasser de Jan Yunis recibió el resto de cadáveres.  El 9 de junio, el centro de distribución de la FHG en Tel al-Sultán cerró por el «caos de la multitud» y el de Rafah siguió cerrado, y las autoridades sanitarias gazatíes informaron de otros seis palestinos muertos y 99 heridos, en este caso a manos de la milicia de Yasser Abu Shabab, que operaba cerca de las tropas israelíes y que se retiró a una zona militar israelí cuando los gazatíes que recibían sus disparos comenzaron a apedrearlos. La cifra de muertes siguió creciendo con 57 personas asesinadas el 11 de junio, 59 el 17 de junio y unas 50 el 24 de junio.  La mayoría de los heridos y fallecidos llegan a los hospitales con heridas de bala en el pecho o en la cabeza. A 27 de junio de 2025, los soldados israelíes habían protagonizado al menos 19 tiroteos y habían matado de esta manera a 549 personas y herido a otras 4000 que trataban de obtener ayuda humanitaria. Esta cifra había crecido hasta los 1121 para el 26 de julio, a las que habría que añadir 7485 heridos. No se ha registrado ni un solo caso de disparos o de cualquier otro ataque provenientes de los palestinos que hacen cola.

## Consecuencias

### Muertes directas por la hambruna

#### Impacto de la hambruna en los niños
El 14 de enero, Philippe Lazzarini, director de UNRWA, afirmó: «Cada vez que visitas una escuela, los niños te miran a los ojos y te piden un sorbo de agua o una barra de pan». El 16 de enero, funcionarios sanitarios gazatíes informaron de que los bebés recién nacidos de madres desnutridas morían en cuestión de días, y que los niños debilitados por el hambre estaban muriendo de hipotermia. El 18 de enero, el director ejecutivo adjunto de Unicef realizó una gira por la Franja de Gaza y afirmó que había presenciado «algunas de las condiciones más horribles que jamás haya visto» y que «miles de niños están desnutridos y enfermos». El 10 de febrero, un portavoz de Unicef dijo que Gaza tenía la tasa de desnutrición infantil más alta del mundo. El 17 de febrero, el Euro-Mediterranean Human Rights Monitor informó del caso de una niña de 8 años que había muerto de inanición y deshidratación.
El 19 de febrero, Unicef anunció que casi el 16 % de los niños menores de dos años del norte de la Franja de Gaza sufrían «desnutrición aguda», y el 3% de ellos padecía una emaciación grave. Una madre del norte de la Franja describió el 21 de febrero que su hijo se despertaba por la noche «gritando de hambre». Un bebé de dos meses murió en Gaza el 24 de febrero por desnutrición. Un médico del Hospital Kamal Adwan afirmó que habían observado un fuerte aumento en los casos de desnutrición pediátrica. Un pediatra que trabajaba en Gaza denunció que "las madres que dan pecho no pueden amamantar porque su salud empeora». El 26 de febrero, dos niños de la capital gazatí confesaron que comían una vez cada dos días y que esta comida consistía en pienso para animales. Action Aid, citando al jefe de pediatría del hospital Kamal Adwan, afirmó el 25 de febrero que un «número significativo» de niños del norte de la Franja de Gaza ya había muerto de hambre. Al menos seis niños murieron por inanición el 28 de febrero. Project Hope, una organización de ayuda en Deir el-Balah, afirmó que el 11 % de los niños menores de cinco años que habían sido atendidos por ellos padecían desnutrición.
El 28 de febrero, un representante de Save the Children denunció que, debido a los bombardeos israelíes y a las restricciones a la ayuda, los niños estaban muriendo de hambre habiendo camiones llenos de comida a las puertas de la Franja, y describió esto como «una matanza de niños a cámara lenta». Ese mismo día, nueve niños murieron por inanición y otros siete más estaban en situación crítica.El 1 de marzo, un niño de dos años murió por intoxicación alimentaria tras comer pan elaborado con pienso para animales. Cuatro niños más murieron de hambre el 29 de febrero, con lo que al menos diez niños había muertos por inanición en tan solo una semana. Melanie Ward, directora de Medical Aid for Palestinians, afirmó: «Esta es la disminución más rápida jamás registrada en el estado nutricional de una población. Eso significa que los niños están muriendo de hambre a la mayor velocidad que el mundo jamás haya visto». El jefe de pediatría del Hospital Kamal Adwan declaró que el hospital estaba luchando por encontrar leche para alimentar a los pacientes pediátricos, tras lo que afirmó que «incluso los recién nacidos están demacrados». El 3 de marzo, funcionarios del ministerio de sanidad confirmaron que al menos quince niños del hospital Kamal Adwan habían muerto de desnutrición y deshidratación en los días anteriores. CNN informó que la cifra real podría ser mucho mayor, y un representante de Unicef afirmó que probablemente había más niños hambrientos «luchando por sus vidas» en otras partes de Gaza.
El 3 de marzo, la cifra de niños muertos de inanición ascendía ya a quince en el hospital Kamal Adwan de Gaza, mientras que otros seis niños estaban en cuidados intensivos por malnutrición severa. Al día siguiente, el número de niños muertos de inanición llegó a dieciséis con el fallecimiento de un niño de 10 años. El 9 de marzo, tres niños más murieron de inanición y deshidratación en el hospital al-Shifa de Gaza, con lo que la cifra de niños muertos por la hambruna llegaba ya hasta los 23. Dos de estos niños tenían tan solo dos días de vida, un fenómeno que se debe a la desnutrición de las propias madres gestantes y a la carencia total de alimentos infantiles. El 12 de marzo se registraron dos muertes más de niños por inanición y deshidratación, lo que elevó la cifra hasta los 27, la mayoría de ellos bebés. El 16 de marzo, UNRWA denunció que uno de cada tres niños menores de dos años se encontraba en situación de malnutrición severa en el norte de la Franja de Gaza, mientras que Unicef alertó de que dicho porcentaje se había duplicado en apenas un mes. El 1 de abril, la Oficina de Naciones Unidas para la Coordinación de Asuntos Humanitarios denunció que el número de niños muertos por desnutrición en la Franja de Gaza ascendía ya a 28 y que, en el norte de la Franja, unos 50.000 niños menores de cinco años sufrían desnutrición severa. Para el 23 de abril, la cifra de niños muertos por desnutrición había llegado ya a los treinta.
En mayo, la Organización Mundial de la Salud informó de que 58 niños con desnutrición severa habían sido ingresados en centros especiales de tratamiento de la malnutrición, pero desde el inicio de la ofensiva israelí en Rafah, muchos de estos centros se vieron obligados a cerrar y la prevista apertura de otros quedó suspendida. El 1 de junio, el Programa Mundial de Alimentos denunció que la vida en Rafah se había vuelto «apocalíptica» al tiempo que dos niños más (uno de trece años y otro de siete meses) murieron de inanición. Al día siguiente, un estudio llevado a cabo por las organizaciones humanitarias descubrió que el 85 % de los niños de la Franja pasaban más de un día de cada tres sin comer nada. Cuatro niños más murieron de inanición durante la última semana de junio.

#### Impacto de la hambruna en los ancianos
En marzo de 2024, los ancianos gazatíes morían a un «ritmo alarmantemente alto», y el Euro-Med Monitor afirmó que recibía informes diarios de personas mayores que morían de hambre. Esta organización afirmó: «La mayoría de estos casos no llegan al hospital (...); después de morir en casa, los ancianos son enterrados cerca de sus residencias o en tumbas improvisadas».

#### Impacto en las mujeres embarazadas
El 6 de marzo, la Organización Mundial de la Salud explicó que la hambruna estaba aumentando entre los niños, las embarazadas y las madres que daban pecho. Hacia el 9 de marzo, la desnutrición de las madres gestantes era avanzada en toda la Franja de Gaza y ocasionaba la muerte de sus recién nacidos con apenas unos días de vida. Numerosas madres estaban dando a luz a niños muertos en el norte de la Franja. Adele Khodr, directora de Unicef para Oriente Medio, denunció que «estas trágicas y horribles muertes son provocadas por el hombre, predecibles y completamente evitables».

### Acusaciones de crímenes de guerra
Provocar de manera intencionada una hambruna entre los civiles de un conflicto es un crimen de guerra según el Estatuto de Roma de la Corte Penal Internacional y según los Convenios de Ginebra; también fue reconocido como crimen de guerra y como violación del derecho internacional por el Consejo de Seguridad de las Naciones Unidas en 2018.

#### Declaraciones de políticos y militares israelíes
Menos de dos semanas después del inicio de la guerra, la diputada del partido Likud Tally Gotliv declaró: «solo si hay hambre y sed en Gaza por un tiempo prolongado, entonces y solo entonces habrá gente que se revele para pasarnos información [de los rehenes]. Así de simple»; paralelamente, el mayor general del ejército israelí Giora Eiland explicó «si queremos volver a ver a los rehenes vivos, la única manera es crear una grave crisis humanitaria en Gaza». Otro comandante del ejército israelí, Noam Ben Zvi, pidió asesinar a todo el que tratase de huir de la Franja de Gaza a Egipto, y añadió «y nada de comida ni agua; que coman arena».
El ministro israelí de Patrimonio, Amihai Eliyahu, ha defendido que «no hay civiles en Gaza» y que todos sus habitantes «tienen que morirse de hambre». En agosto de 2024, el ministro de Finanzas israelí Bezalel Smotrich dijo que «podría estar justificado y ser moral matar de hambre a dos millones de personas», lamentando que el mundo no lo permita.
El Canal 14 israelí, de extrema derecha, ha incitado al genocidio en centenares de ocasiones, según denuncian diarios como Haaretz o Le Monde. Cuando el general retirado Yair Golan denunció el daño que hacían a la imagen pública de Israel las fotografías de niños palestinos muertos de inanición, los comentaristas del canal defendieron que el verdadero problema no era que los niños murieran de hambre sino que las fotografías se filtrasen a la prensa occidental.

#### Acusaciones del uso del hambre como arma de guerra
El 18 de diciembre de 2023, Human Rights Watch acusó a Israel de «utilizar la hambruna de los civiles como arma de guerra en la Franja de Gaza ocupada».
El 22 de enero de 2024, el Relator Especial de las Naciones Unidas sobre el derecho a la alimentación, Michael Fakhri, denunció que Israel estaba deliberadamente «bloqueando el paso de ayuda humanitaria y destruyendo pequeñas embarcaciones de pesca, invernaderos y huertos» en la Franja, algo que calificó como «claramente un crimen de guerra. (...) Desde mi punto de vista como experto en derechos humanos de la ONU, esta es ahora una situación de genocidio». Fakhri, que es profesor de derecho en la Universidad de Oregón, explicó que «la velocidad a la que se extiende la malnutrición de los niños es también sorprendente. Los bombardeos que matan a la gente directamente son brutales, pero esta hambruna —y la emaciación y el retraso del crecimiento de los niños— es una tortura vil. Tendrá un impacto físico, cognitivo y moral en la población a largo plazo (...) y todo indica que es un acto intencionado». Según Fakhri, hay un consenso entre los expertos mundiales en hambrunas sobre el hecho de que nunca antes se había visto a una población civil tan hambrienta en tan poco tiempo. En Rafah, donde aún llegaba algo de ayuda humanitaria, el 5 % de los niños menores de dos años padecían malnutrición severa, cifra que antes de la guerra estaba en un 0,8% de los menores de cinco años. En el norte de la Franja, esta cifra ascendía al 16 % de los menores de dos años a comienzos de 2024, pero Unicef denunciaba que el ejército israelí le había negado todas las peticiones de acceso a la zona desde el 1 de enero, por lo que la situación debía ser claramente peor. Las familias gazatíes tenían menos de un litro de agua potable por persona y día, lo que generó que más del 90 % de los menores de cinco años padeciesen una o más enfermedades infecciosas a finales de febrero.
El 23 de enero, Alex De Waal, director de la World Peace Foundation de la Universidad Tufts, denunció que Israel estaba cometiendo un crimen de guerra mediante la hambruna forzada de la población gazatí y afirmó: «Que una población entera sea reducida a esta etapa no tiene precedentes. No lo hemos visto en Etiopía, Sudán ni Yemen, prácticamente en ningún otro lugar del mundo».
El 13 de febrero, el senador estadounidense Chris Van Hollen declaró: «Los niños en Gaza están muriendo ahora por la retención deliberada de alimentos. Eso es un crimen de guerra. Es un crimen de guerra de libro. Y eso convierte a quienes lo orquestan en criminales de guerra». Un representante de la ONG palestina Juhoud declaró: «La denegación de acceso a alimentos, agua y otras necesidades constituye una grave violación del derecho internacional». El 22 de febrero, la abogada y eurodiputada española Soraya Rodríguez, que había estado en el paso de Rafah el anterior mes de diciembre, denunció que «la ayuda humanitaria [se utiliza] como un arma de guerra: no solo se ha destruido la infraestructura [de Gaza] necesaria para la vida, sino que la obstaculización de la ayuda es un elemento más de esta guerra por parte del ejército de Israel». El 26 de febrero, Human Rights Watch denunció que «Israel continúa obstruyendo la prestación de servicios básicos y la entrada de combustible y ayuda de primera necesidad», lo que calificaba de «actos de castigo colectivo que equivalen a crímenes de guerra e incluyen el uso del hambre contra civiles como arma». Al día siguiente, Oxfam advirtió de que «el riesgo de genocidio está aumentando en el norte de la Franja de Gaza porque el gobierno de Israel está ignorando una de las disposiciones clave de la Corte Internacional de Justicia, la de proporcionar los servicios básicos y la asistencia humanitaria tan urgentemente necesarios».
El 1 de marzo de 2024, Médicos Sin Fronteras, emitió un comunicado en que acusaba a Israel de ser el responsable directo de la «situación de privación y desesperación extremas que impera en Gaza». En dicho comunicado añadieron:

La situación en Gaza, y particularmente en el norte, es catastrófica. Hace unos días, cuando hablamos con nuestro personal allí, nos dijeron que no tenían suficiente comida y que algunos estaban recurriendo a la comida para mascotas para sobrevivir. También denunciaron la falta de agua y su mala calidad en general, lo que provoca enfermedades. Esta situación es el resultado directo de la serie de decisiones desmedidas tomadas por las autoridades israelíes mientras libraban esta guerra: una campaña incesante de bombardeos y proyectiles, un asedio total impuesto al enclave, los obstáculos burocráticos y la falta de mecanismos de seguridad para garantizar una distribución segura de alimentos desde del sur al norte de Gaza, la destrucción sistemática de medios de vida como la agricultura, la ganadería y la pesca.

El 3 de marzo, el director del Programa Mundial de Alimentos en Gaza declaró que «tener una situación hoy con medio millón de persona afrontando una hambruna en solo cinco meses es extraordinario a estos niveles. En ninguna parte del mundo hoy hay tanta gente en riesgo de hambruna. En ninguna parte. Y todo ha sido generado por el hombre.» Ese mismo día, la directora de Amnistía Internacional, Agnès Callamard, declaró que la muerte de diez niños por inanición durante una semana era ilegal y era el resultado de una «hambruna diseñada» por Israel. El 11 de marzo, el Ministerio de Asuntos Exteriores palestino acusó a Israel de violar el derecho internacional al «utilizar el hambre como arma de guerra». Un portavoz de Physicians for Human Rights–Israel recordó que «según la Corte Penal Internacional, el hambre se considera un crimen de guerra. Israel debe inmediatamente (...) dejar de limitar la ayuda humanitaria que salva vidas. Esta es una mancha moral que permanecerá con nosotros durante generaciones».
El 18 de marzo, el Alto representante de la Unión Europea para Asuntos Exteriores y Política de Seguridad, Josep Borrell, acusó a Israel de estar usando el hambre como un arma de guerra: «En Gaza ya no estamos al borde de la hambruna, estamos en una hambruna que afecta a miles de personas. (...) Esto es inaceptable. El hambre se está usando como arma de guerra. Israel está provocando la hambruna». Ese mismo día, Oxfam criticó a Israel por estar «dirigiendo un sistema de inspecciones disfuncional y exiguo que mantiene la ayuda humanitaria atascada, sujeta a procedimientos burocráticos onerosos, repetitivos e impredecibles que están contribuyendo a que los camiones se queden varados en colas enormes de unos 20 días de media». Según Oxfam, en febrero hubo una reducción del 44 % en el número de camiones de ayuda humanitaria a los que Israel permitió acceder a la Franja de Gaza. También denunció que las autoridades israelíes «rechazan ayuda humanitaria de manera rutinaria y arbitraria por tener un "doble uso"», entre los que citó filtros para el agua o paneles solares. Al día siguiente fue el ministro de Asuntos Exteriores de Jordania, Ayman Al-Safadi, quien acusó a Israel de estar «matando de hambre a los niños y reteniendo como rehenes a más de dos millones de palestinos».
El 19 de marzo, Jeremy Laurence, portavoz de la oficina de derechos humanos de la ONU denunció que «el alcance de las continuas restricciones israelíes al acceso de ayuda en la Franja de Gaza, junto con la manera en la que sigue conduciendo las hostilidades, podría suponer un uso del hambre como arma de guerra, lo cual constituye un crimen de guerra. Israel, como potencia ocupante, tiene la obligación de asegurar la distribución de comida y medicamentos a la población de acuerdo con sus necesidades y de facilitar el trabajo de las organizaciones humanitarias que entregan dicha ayuda».
El 5 de abril, durante una entrevista con El País, el representante especial de la Unión Europea para el Proceso de Paz en Oriente Próximo, Sven Koopmans, respondió a una pregunta sobre la legalidad de las acciones israelíes: «cortar el acceso a la Franja de agua y alimentos es ilegal; como es ilegal usar el hambre como arma de guerra. Así como también la expansión de los asentamientos. Todo eso es obvio».
El 20 de mayo de 2024 el fiscal jefe del Tribunal Penal Internacional comunicó que había solicitado órdenes de detención contra el primer ministro de Israel Benjamín Netanyahu y contra su ministro de Defensa, Yoav Galant, acusados de crímenes de guerra y crímenes contra la humanidad. Los jueces de la corte deben aprobar la solicitud para que entre en vigor. Entre otros motivos, Karim Khan solicitó una orden de detención contra Netanyahu y Galant por el uso del hambre como arma de guerra.
El 12 de junio, un informe del Consejo de Derechos Humanos de la ONU concluyó que Israel era culpable del crimen de guerra de usar el hambre como arma de guerra.
A lo largo de la contienda, varios dirigentes israelíes reconocieron abiertamente que se estaba utilizando el hambre como un arma de guerra y defendieron dicha medida. El 16 de abril de 2025, ministro de Defensa israelí, Israel Katz, declaró que Israel seguiría bloqueado la entrada de ayuda humanitaria a la Franja para presionar a Hamás para que liberase a los rehenes.  El 6 de mayo de ese mismo año, el ministro de Herencia israelí, Amichay Eliyahu, defendió bombardear las escasas reservas de combustible y comida en la Franja para «matar de hambre a la población» como parte de los intentos israelíes de forzar a Hamás a liberar a los rehenes capturados el 7 de octubre de 2023, y declaró abiertamente que «si la gente de Gaza sufre, Hamás sufrirá».  El ministro de Finanzas israelí, Bezalel Smotrich, declaró que era «justificado y moral» bloquear la ayuda humanitaria en la Franja, incluso aunque eso causase la muerte de dos millones de personas, y se lamentó de que el mundo no lo iba a tolerar.
A finales de julio de 2025, casi mil rabinos de todo el mundo firmaron una carta abierta en la que condenaban a Israel por «el asesinato masivo de civiles, incluidas grandes cantidades de mujeres, niños y ancianos, y el uso del hambre como arma de guerra».
El 1 de agosto de 2025, Human Rights Watch acusó a Israel de crímenes de guerra por el asesinatos de cientos de personas en los puntos de recogida de alimentos establecidos por la FHG, una ONG financiada y patrocinada por Israel y Estados Unidos: «la situación humanitaria extrema es resultado directo del uso por parte de Israel del hambre de los civiles como arma de guerra -un crimen de guerra-, así como de la continua denegación intencionada de ayuda humanitaria y de servicios básicos, lo que traduce en el crimen contra la humanidad de exterminio y actos de genocidio».

### Reacciones

#### 2024
Tras una visita al paso fronterizo de Rafah el 7 de enero, el senador estadounidense Chris Van Hollen calificó la entrada de ayuda humanitaria en Gaza como un «proceso innecesariamente engorroso». Ese mismo día, el secretario general de la ONU, António Guterres, afirmó que «se avecina una hambruna generalizada» en Gaza. La relatora especial de la ONU para la salud, Tlaleng Mofokeng, respondió a Guterres afirmando que Gaza estaba experimentando «una hambruna deliberada, no una hambruna».
El 11 de enero, el Coordinador del Gobierno israelí para las Actividades en los Territorios ocupados declaró que no había hambre en Gaza. En su intervención ante el Consejo de Seguridad de las Naciones Unidas el 12 de enero, el vicesecretario general de la ONU para Asuntos Humanitarios, Martin Griffiths, afirmó que aquellos de sus colegas que habían logrado acceder al norte de la Franja de Gaza en los días previos habían descrito «escenas de horror absoluto: cadáveres tirados en la carretera. Personas con signos evidentes de hambre que detenían camiones en busca de cualquier cosa que puedan conseguir para sobrevivir».
El 15 de enero, los jefes del Programa Mundial de Alimentos, Unicef y la Organización Mundial de la Salud emitieron una declaración conjunta afirmando que hacía falta que muchísima más ayuda humanitaria entrase en la Franja de Gaza. Al día siguiente, Michael Fakhri, relator especial de la ONU para el derecho a la alimentación, denunció que «lo que estamos presenciando en Gaza es una población civil entera obligada a pasar hambre (...). Esto es el resultado de los bombardeos israelíes, es el resultado de la denegación de ayuda humanitaria. Nunca habíamos visto que algo tan brutal sucediera en tan poco tiempo». Mohammad Mustafa, economista jefe del Palestine Investment Fund, afirmó: «Quizás más personas morirán o serán asesinadas mediante la hambruna que por la propia guerra». Después de que los principales donantes occidentales anunciaran que suspenderían la financiación de UNRWA, la agencia declaró que «más de dos millones de personas dependen de ella para su mera supervivencia» ya que «el hambre acecha a todos».
El 14 de febrero, una declaración conjunta de catorce importantes organizaciones de derechos humanos, entre las que se incluían Acción Contra el Hambre, ActionAid, Mercy Corps, el Consejo Noruego para Refugiados, Plan International, Project HOPE y Save the Children, declararon: «El riesgo de hambruna aumenta cada día en la Franja de Gaza debido a la continuación de las hostilidades y al continuo bloqueo de la Franja».
El 17 de febrero, el American Friends Service Committee declaró: «Todo el mundo tiene hambre hoy en Gaza. Esto es simplemente enorme y verdaderamente catastrófico, y nunca antes habíamos visto algo igual». Alex de Waal, un académico británico, declaró: «No hay duda de que ciertos altos miembros del gobierno de Israel y ciertos grupos dentro de la sociedad israelí tienen la intención de matar de hambre a Gaza». Además afirmó que «nada de los últimos 75 años es comparable con Gaza».
El 18 de febrero, los jefes de ocho importantes organizaciones humanitarias, entre ellas el Consejo Noruego para Refugiados, Mercy Corps, Refugees International, Oxfam, CARE International, Save the Children, Acción Contra el Hambre y Catholic Relief Services, escribieron un artículo de opinión conjunto en el que afirmaban: «Si la situación continúa, veremos uno de los mayores desastres de los que hemos sido testigos como trabajadores humanitarios (...). Esta crisis pronto alcanzará un punto de inflexión donde la ayuda alimentaria de emergencia ya no será suficiente. Evitar muertes masivas se vuelve más difícil a medida que aumenta el hambre» La Oficina de Medios de Gaza declaró el 20 de febrero: «Hacemos a la administración estadounidense y a la comunidad internacional, además de Israel, totalmente responsables de esta hambruna».
El 21 de febrero, la jefa del Programa Mundial de Alimentos, Cindy McCain, declaró: «No tiene por qué ocurrir una hambruna. Pero si las cosas no cambian, ocurrirá». Tor Wennesland declaró el 22 de febrero que más de 2 millones de personas se enfrentaban a una inseguridad alimentaria extrema. El 23 de febrero, un funcionario de OCHA declaró: «La hambruna ya está llegando». El jefe de la Cruz Roja afirmó el 26 de febrero: «El 80% de la población ya se enfrenta a condiciones de emergencia o catastróficas de inseguridad alimentaria aguda». El 27 de febrero, Michael Fakhri, Relator Especial de las Naciones Unidas sobre el derecho a la alimentación, denunció que «no hay ningún motivo para bloquear deliberadamente el paso de ayuda humanitaria o para destruir intencionadamente barcos pesqueros de pequeña escala, invernaderos y huertos en Gaza, aparte de negar el acceso de la población a los alimentos». Fakhri afirmó que lo que estaba sucediendo en Gaza era un genocidio.Al día siguiente, Ramesh Rajasingham, jefe de asuntos humanitarios de la ONU, afirmó que si no se hace nada para cambiar el statu quo, «una hambruna generalizada en Gaza es casi inevitable».
El 29 de febrero, el director de política humanitaria de Oxfam América declaró que su organización se oponía a los lanzamientos aéreos propuestos por Estados Unidos, afirmando que «Oxfam no apoya los lanzamientos aéreos de Estados Unidos sobre Gaza, que servirían principalmente para aliviar las conciencias culpables de los altos funcionarios estadounidenses, cuyas políticas están contribuyendo a las atrocidades en curso y al riesgo de hambruna en Gaza».
El Programa Mundial de Alimentos de la ONU advirtió de una perspectiva real de hambruna para mayo de 2024 para medio millón de personas.
Un habitante de Rafah declaró a Al Jazeera: «Desde el momento en que nos despertamos hasta el momento en el que nos dormimos, estamos luchando por sobrevivir. Estamos luchando por conseguir un poco de agua, por conseguir una hogaza de pan para nuestros hijos. Estamos agotados, mental y físicamente. Esto es insoportable». Save the Children emitió un comunicado diciendo que los niños en la Franja de Gaza estaban siendo «obligados a buscar los restos de comida que dejan las ratas y a comer hojas por pura desesperación. El riesgo de hambruna aumentará mientras el gobierno de Israel continúe impidiendo la entrada de ayuda humanitaria». Cuando se conoció que los niños de Gaza ya estaban empezando a morir de hambre, Unicef declaró: «Ahora, las muertes infantiles que temíamos están aquí y es probable que aumenten rápidamente a menos que la guerra termine y los obstáculos a la ayuda humanitaria se resuelvan de inmediato». El 5 de marzo, OCHA afirmó que las primeras muertes de niños por hambre en el norte de Gaza eran «una advertencia como ninguna otra».
En The Guardian, la experta en salud global Devi Sridhar escribió que no había precedentes de una hambruna como la de Gaza. Sridhar citó a otro experto que había afirmado que no había existido otro conflicto en la historia «que utilizara bombardeos, francotiradores y hambruna, todo al mismo tiempo y con tanta intensidad». El 6 de marzo, un funcionario de la ONU declaró: «Hoy en día, el 90 % de la población de Gaza se enfrenta a un alto nivel de inseguridad alimentaria aguda». Un estudiante de medicina que trabajaba como médico en el Hospital Al-Shifa y que había documentado la primera muerte por inanición en Gaza afirmó: «Que no nos vuelvan a hablar de derechos humanos, no sé hasta dónde ha llegado el mundo con su brutalidad y crueldad».

#### 2025
Tom Fletcher, subsecretario general de la ONU para asuntos humanitarios, declaró a comienzos de mayo de 2025 que «Hace dos meses, las autoridades israelíes tomaron deliberadamente la decisión de bloquear toda ayuda a Gaza y detener nuestros esfuerzos por salvar a los supervivientes de su ofensiva militar. Han sido osadamente honestos al admitir que esta medida es para presionar a Hamás. Sí, los rehenes deben ser liberados, ahora. Nunca deberían haberlos separado de sus familias. Pero el derecho internacional es inequívoco: como potencia ocupante, Israel debe permitir la entrada de ayuda humanitaria. La ayuda, las vidas civiles que salva, nunca debería ser un elemento negociador. Bloquear la ayuda mata de hambre a los civiles. Los deja sin un apoyo médico esencial. Les arranca su dignidad y su esperanza. Les inflige un cruel castigo colectivo. Bloquear la ayuda humanitaria mata.»
El grupo UK Lawyers for Israel (Abogados del Reino a favor de Israel) declaró que el bloqueo israelí a la entrada de alimentos, una de las principales causas de la hambruna, podría ser incluso positivo para los gazatíes por una serie de factores que «alargan su esperanza de vida», como la reducción de la obesidad y la ausencia de dulces y de tabaco.